# 第86回東京優駿
第86回東京優駿（だいはちじゅうろっかいとうきょうゆうしゅん）は、2019年5月26日に東京競馬場で施行された競馬の競走である。浜中俊が騎乗したロジャーバローズが優勝した。

## 出走馬の状況

### トライアル競走の結果
第79回皐月賞 GI
- 中山・芝2000mで施行[2]。
- 5着以内に優先出走権が与えられ、アドマイヤマーズを除く4頭が出走（アドマイヤマーズはNHKマイルカップへ）。

| 着順 | 競走馬名           | 性齢 | 騎手       | タイム | 着差     |
| ---- | ------------------ | ---- | ---------- | ------ | -------- |
| 1着  | サートゥルナーリア | 牡3  | C.ルメール | 1:58.1 |          |
| 2着  | ヴェロックス       | 牡3  | 川田将雅   | 1:58.1 | アタマ   |
| 3着  | ダノンキングリー   | 牡3  | 戸崎圭太   | 1:58.1 | ハナ     |
| 4着  | アドマイヤマーズ   | 牡3  | M.デムーロ | 1:58.5 | 2馬身    |
| 5着  | クラージュゲリエ   | 牡3  | 横山典弘   | 1:58.7 | 1馬身1/2 |

第26回青葉賞 GII
- 東京・芝2400mで施行。[3]
- 2着以内に優先出走権が与えられ、いずれも出走。

| 着順 | 競走馬名           | 性齢 | 騎手       | タイム | 着差  |
| ---- | ------------------ | ---- | ---------- | ------ | ----- |
| 1着  | リオンリオン       | 牡3  | 横山典弘   | 2:25.0 |       |
| 2着  | ランフォザローゼス | 牡3  | C.ルメール | 2:25.0 | ハナ  |
| 3着  | ピースワンパラディ | 牡3  | 戸崎圭太   | 2:25.3 | 2馬身 |

 プリンシパルステークス L 
- 東京・芝2000mで施行。天候不順による打ち切りの為、1週順延[4]。
- 1着馬に優先出走権が与えられたが、出走を回避した。

| 着順 | 競走馬名       | 性齢 | 騎手     | タイム | 着差  |
| ---- | -------------- | ---- | -------- | ------ | ----- |
| 1着  | ザダル         | 牡3  | 石橋脩   | 1:58.3 |       |
| 2着  | エングレーバー | 牡3  | 川田将雅 | 1:58.3 | クビ  |
| 3着  | ヒシゲッコウ   | 牡3  | D.レーン | 1:58.6 | 2馬身 |

### その他の主な前哨戦の結果
第67回京都新聞杯 GII
- 京都・芝2200mで施行。

| 着順 | 競走馬名         | 性齢 | 騎手                   | タイム | 着差     |
| ---- | ---------------- | ---- | ---------------------- | ------ | -------- |
| 1着  | レッドジェニアル | 牡3  | 酒井学                 | 2:11.9 |          |
| 2着  | ロジャーバローズ | 牡3  | 浜中俊                 | 2:11.9 | クビ     |
| 3着  | サトノソロモン   | 牡3  | ブレントン・アヴドゥラ | 2:12.3 | 2馬身1/2 |

レース前の大方の予想では、ホープフルステークスと皐月賞を勝利しデビュー以来無敗のサートゥルナーリアが「無敗の二冠馬」の称号を手にするものと思われていた。しかし、皐月賞で同馬の鞍上を務めていたクリストフ・ルメールがグランアレグリアに騎乗し出走したNHKマイルカップでの斜行により、3週間の騎乗停止処分を科され、東京優駿での騎乗が不可能となる。代役として短期騎手免許で来日していたダミアン・レーンが起用された。レーンは2017年に地元オーストラリアで開催されているオーストラリアンダービーを制しているが、日本ダービーは今回が初騎乗。更に「ダービーは乗り替わりでは勝てない」というジンクスや、皐月賞2着でライバル筆頭と目されるヴェロックスの追い切りでの好調ぶりがしきりに取り沙汰されるなど、一気に混戦ムードが漂い始めた。
それでも、蓋を開けてみればサートゥルナーリアは単勝オッズ1.6倍と抜けた1番人気に推され、以下、ヴェロックス、共同通信杯勝ち馬のダノンキングリーが単勝オッズ1桁の支持を得た。その他、2018年のホープフルステークス2着のアドマイヤジャスタ、青葉賞勝ち馬リオンリオン、京都新聞杯を勝ったレッドジェニアルらも出走した。

## 出走馬と枠順

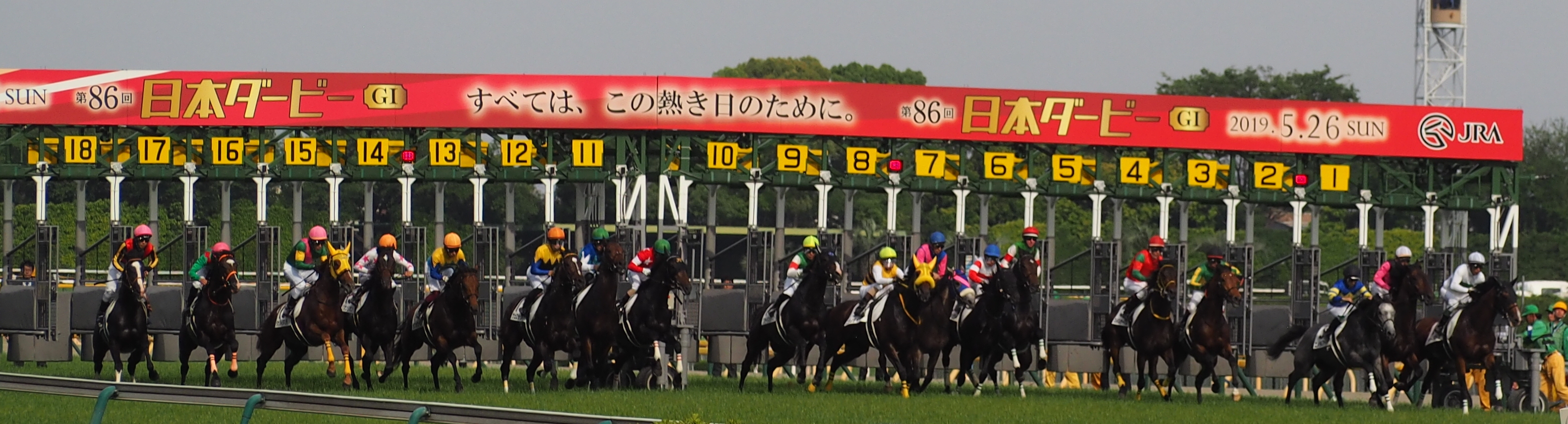
スタートと直後の様子

2019年5月26日 第2回東京競馬第12日目 第11競走
天気：晴、馬場状態：良、発走時刻：15時40分
抽選の結果、収得賞金900万円の競走馬5頭（ヴィント、トーラスジェミニ、ヒルノダカール、ヒーリングマインド、マイネルサーパス）の中からヴィント、マイネルサーパスの2頭が出走可能となった。
| 枠番 | 馬番 | 競走馬名           | 性齢 | 騎手             | 斤量 [kg] | 調教師 | 調教師     | 馬主                                 | 単勝人気 | 単勝人気 | 主な成績 | 主な成績         | 主な成績 | 馬体重 [kg] |
| 枠番 | 馬番 | 競走馬名           | 性齢 | 騎手             | 斤量 [kg] | 所属   | 氏名       | 馬主                                 | オッズ   | 人気     | 格       | 競走名           | 着順     | 馬体重 [kg] |
| ---- | ---- | ------------------ | ---- | ---------------- | --------- | ------ | ---------- | ------------------------------------ | -------- | -------- | -------- | ---------------- | -------- | ----------- |
| 1    | 1    | ロジャーバローズ   | 牡3  | 浜中俊           | 57        | 栗東   | 角居勝彦   | 猪熊広次                             | 093.1    | 12       | GII      | 京都新聞杯       | 02着     | 486         |
| 1    | 2    | ヴィント           | 牡3  | 竹之下智昭       | 57        | 栗東   | 千田輝彦   | 平山靖                               | 317.9    | 16       |          | 3歳500万下       | 01着     | 524         |
| 2    | 3    | エメラルファイト   | 牡3  | 石川裕紀人       | 57        | 美浦   | 相沢郁     | 高橋勉                               | 131.7    | 14       | GII      | スプリングS      | 01着     | 460         |
| 2    | 4    | サトノルークス     | 牡3  | 池添謙一         | 57        | 栗東   | 池江泰寿   | （株）サトミホースカンパニー         | 067.7    | 8        | L        | すみれS          | 01着     | 462         |
| 3    | 5    | マイネルサーパス   | 牡3  | 丹内祐次         | 57        | 美浦   | 高木登     | （株）サラブレッドクラブ・ラフィアン | 434.3    | 18       | 500万下  | きんもくせい特別 | 01着     | 476         |
| 3    | 6    | サートゥルナーリア | 牡3  | ダミアン・レーン | 57        | 栗東   | 角居勝彦   | （有）キャロットファーム             | 001.6    | 1        | GI       | 皐月賞           | 01着     | 490         |
| 4    | 7    | ダノンキングリー   | 牡3  | 戸崎圭太         | 57        | 美浦   | 萩原清     | （株）ダノックス                     | 004.7    | 3        | GIII     | 共同通信杯       | 01着     | 454         |
| 4    | 8    | メイショウテンゲン | 牡3  | 武豊             | 57        | 栗東   | 池添兼雄   | 松本好雄                             | 080.0    | 10       | GII      | 弥生賞           | 01着     | 454         |
| 5    | 9    | ニシノデイジー     | 牡3  | 勝浦正樹         | 57        | 美浦   | 高木登     | 西山茂行                             | 107.9    | 13       | GIII     | 東スポ2歳S       | 01着     | 486         |
| 5    | 10   | クラージュゲリエ   | 牡3  | 三浦皇成         | 57        | 栗東   | 池江泰寿   | （有）キャロットファーム             | 066.2    | 7        | GIII     | 京都2歳S         | 01着     | 494         |
| 6    | 11   | レッドジェニアル   | 牡3  | 酒井学           | 57        | 栗東   | 高橋成忠   | （株）東京ホースレーシング           | 092.9    | 11       | GII      | 京都新聞杯       | 01着     | 476         |
| 6    | 12   | アドマイヤジャスタ | 牡3  | ミルコ・デムーロ | 57        | 栗東   | 須貝尚介   | 近藤利一                             | 025.9    | 4        | GI       | ホープフルS      | 02着     | 492         |
| 7    | 13   | ヴェロックス       | 牡3  | 川田将雅         | 57        | 栗東   | 中内田充正 | 金子真人ホールディングス（株）       | 004.3    | 2        | GI       | 皐月賞           | 03着     | 486         |
| 7    | 14   | ランフォザローゼス | 牡3  | 福永祐一         | 57        | 美浦   | 藤沢和雄   | 窪田芳郎                             | 033.3    | 5        | GII      | 青葉賞           | 02着     | 492         |
| 7    | 15   | リオンリオン       | 牡3  | 横山武史         | 57        | 栗東   | 松永幹夫   | 寺田千代乃                           | 053.2    | 6        | GII      | 青葉賞           | 01着     | 476         |
| 8    | 16   | タガノディアマンテ | 牡3  | 田辺裕信         | 57        | 栗東   | 鮫島一歩   | 八木良司                             | 265.1    | 15       | GIII     | きさらぎ賞       | 02着     | 464         |
| 8    | 17   | ナイママ           | 牡3  | 柴田大知         | 57        | 美浦   | 武藤善則   | 岡田繁幸                             | 420.1    | 17       | GIII     | 札幌2歳S         | 02着     | 460         |
| 8    | 18   | シュヴァルツリーゼ | 牡3  | 石橋脩           | 57        | 美浦   | 堀宣行     | （有）サンデーレーシング             | 077.3    | 9        | GII      | 弥生賞           | 02着     | 476         |

## パドック

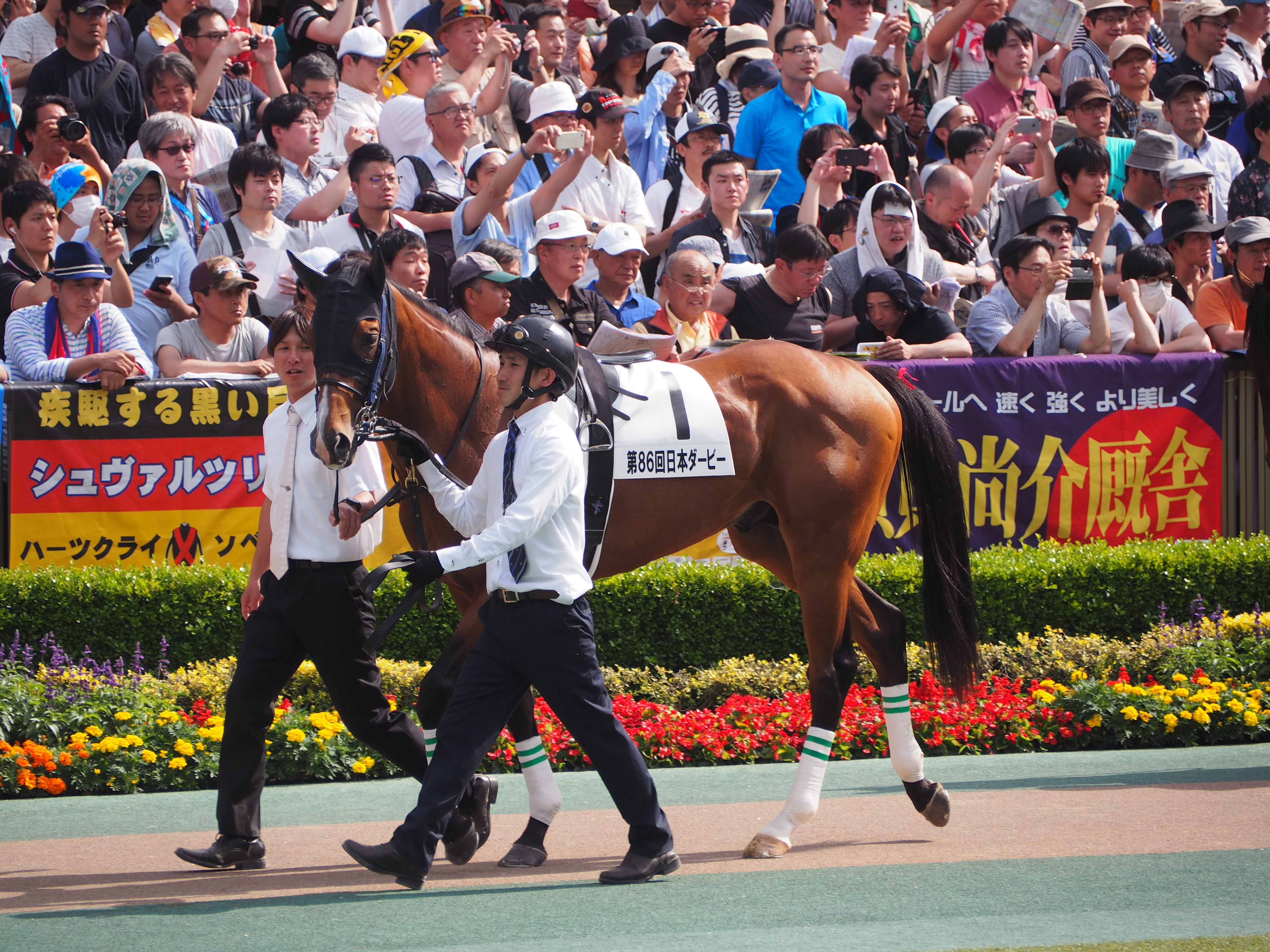
1:ロジャーバローズ
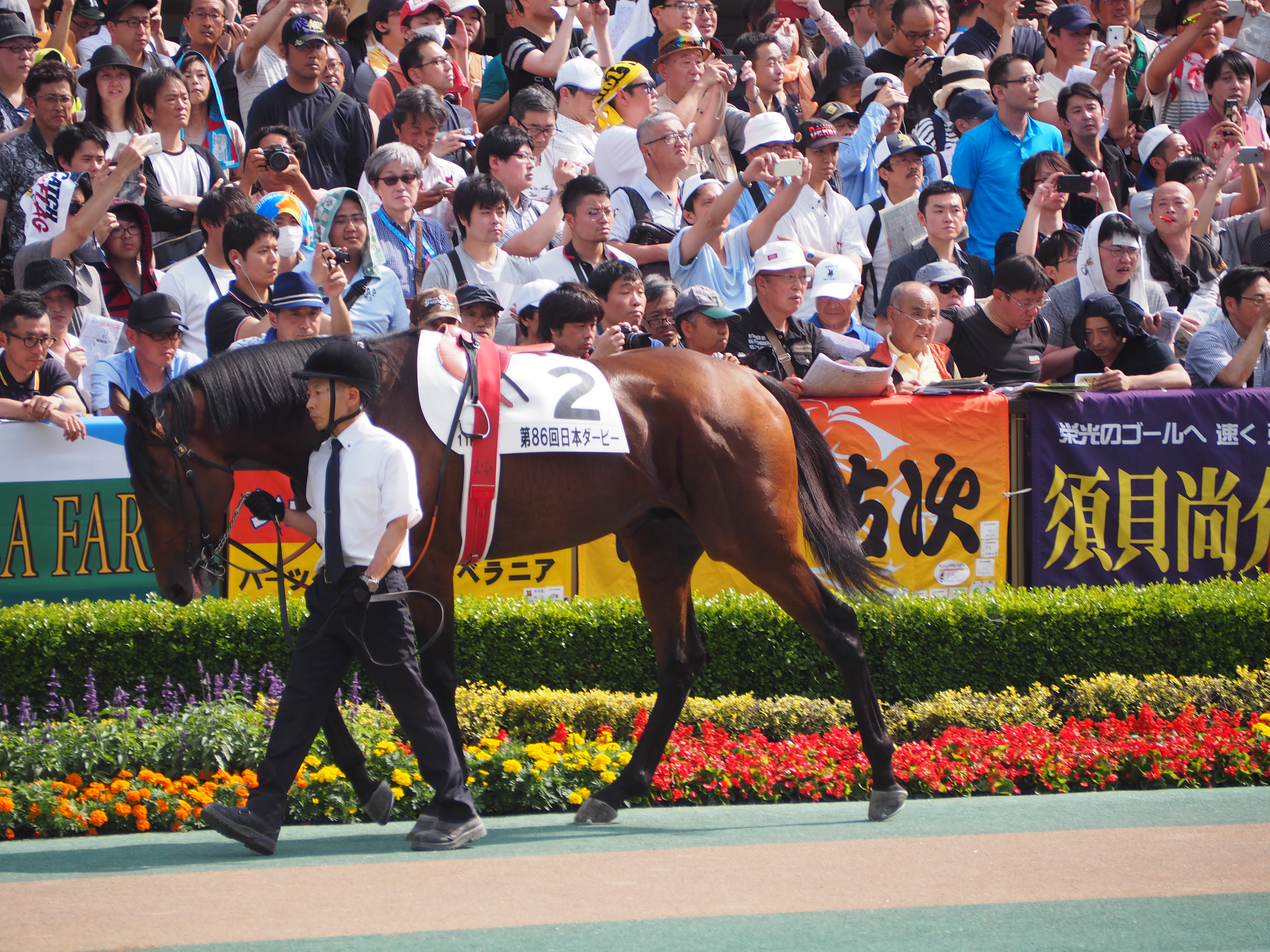
2:ヴィント
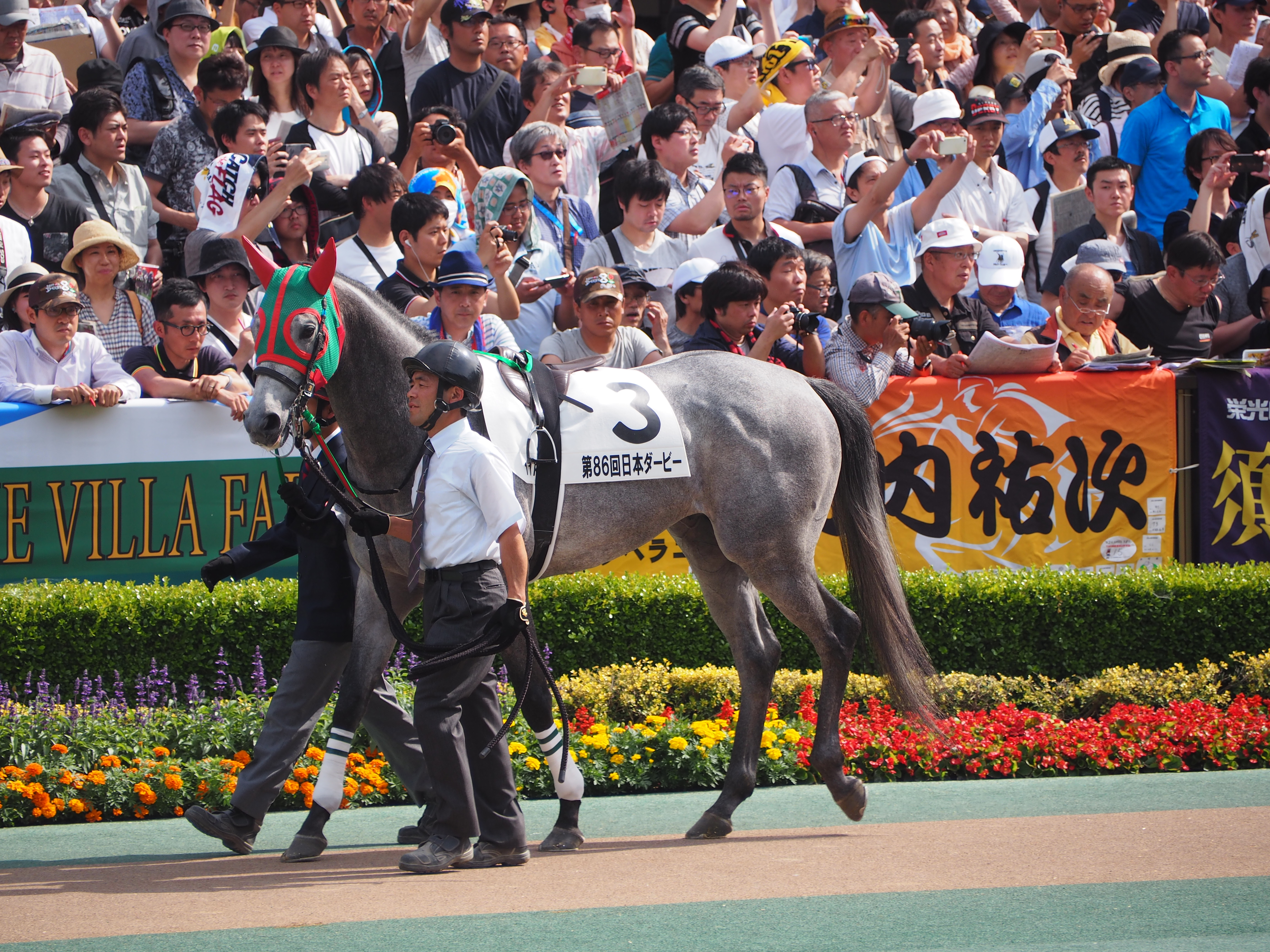
3:エメラルファイト
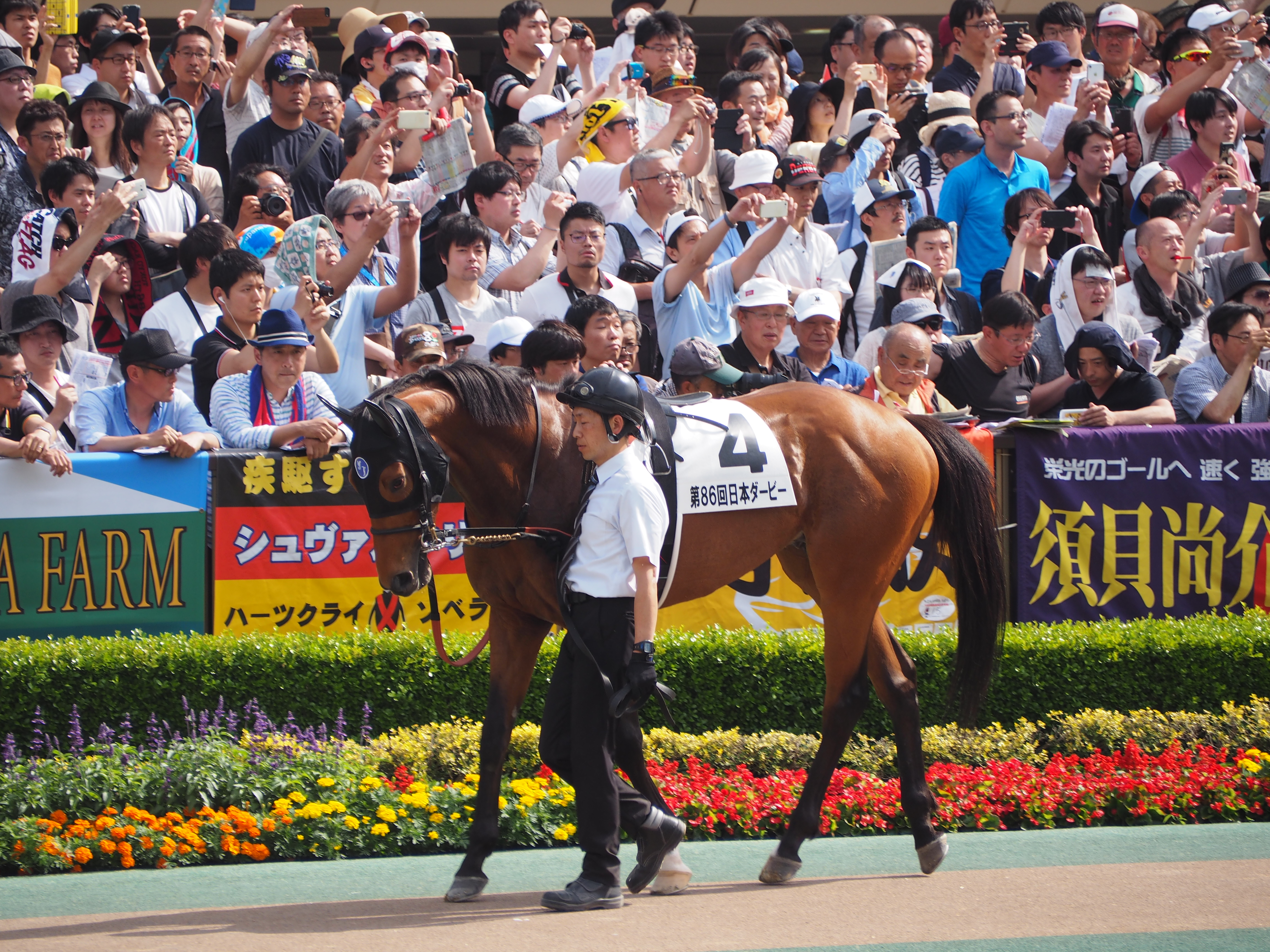
4:サトノルークス
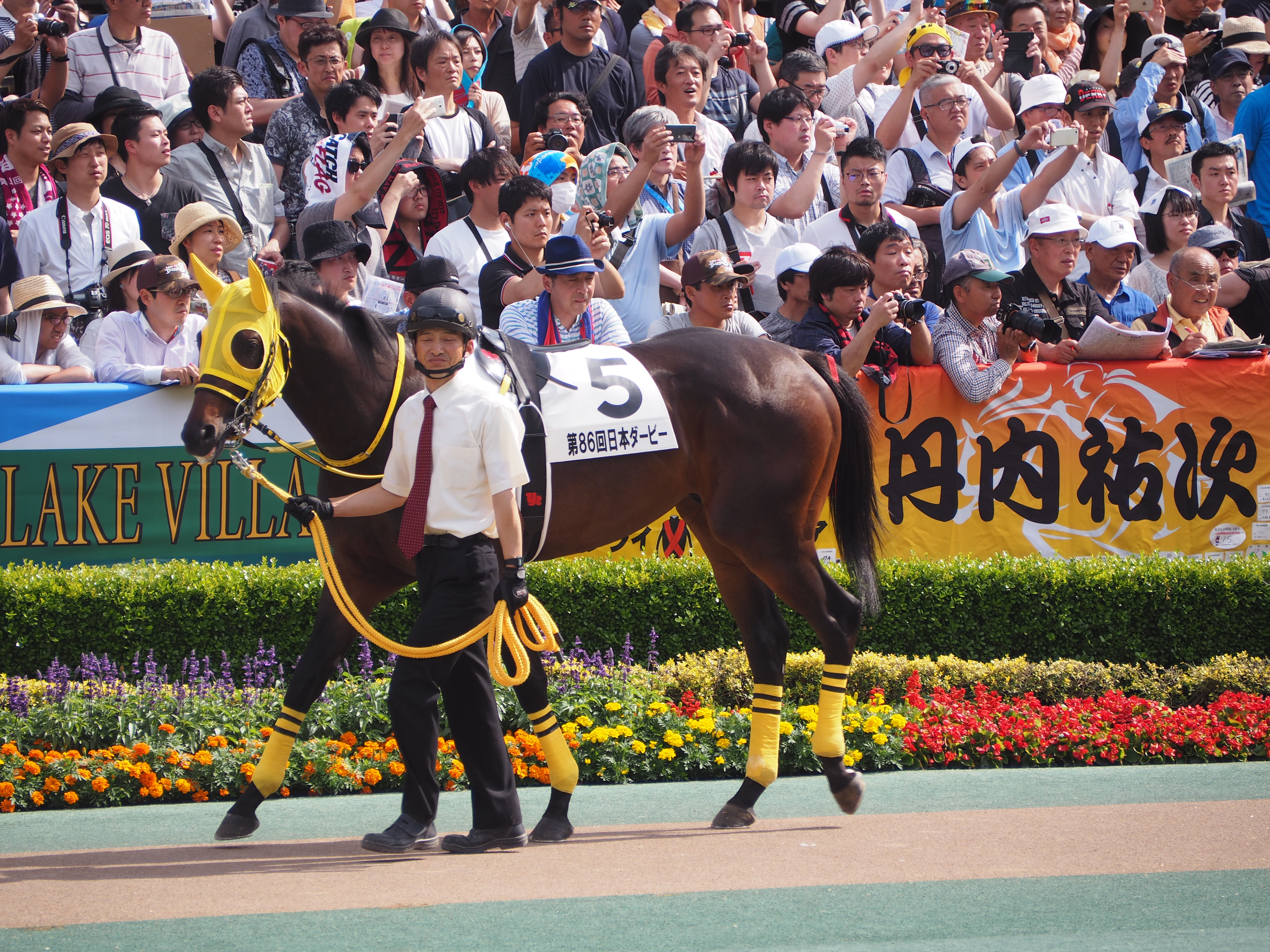
5:マイネルサーパス
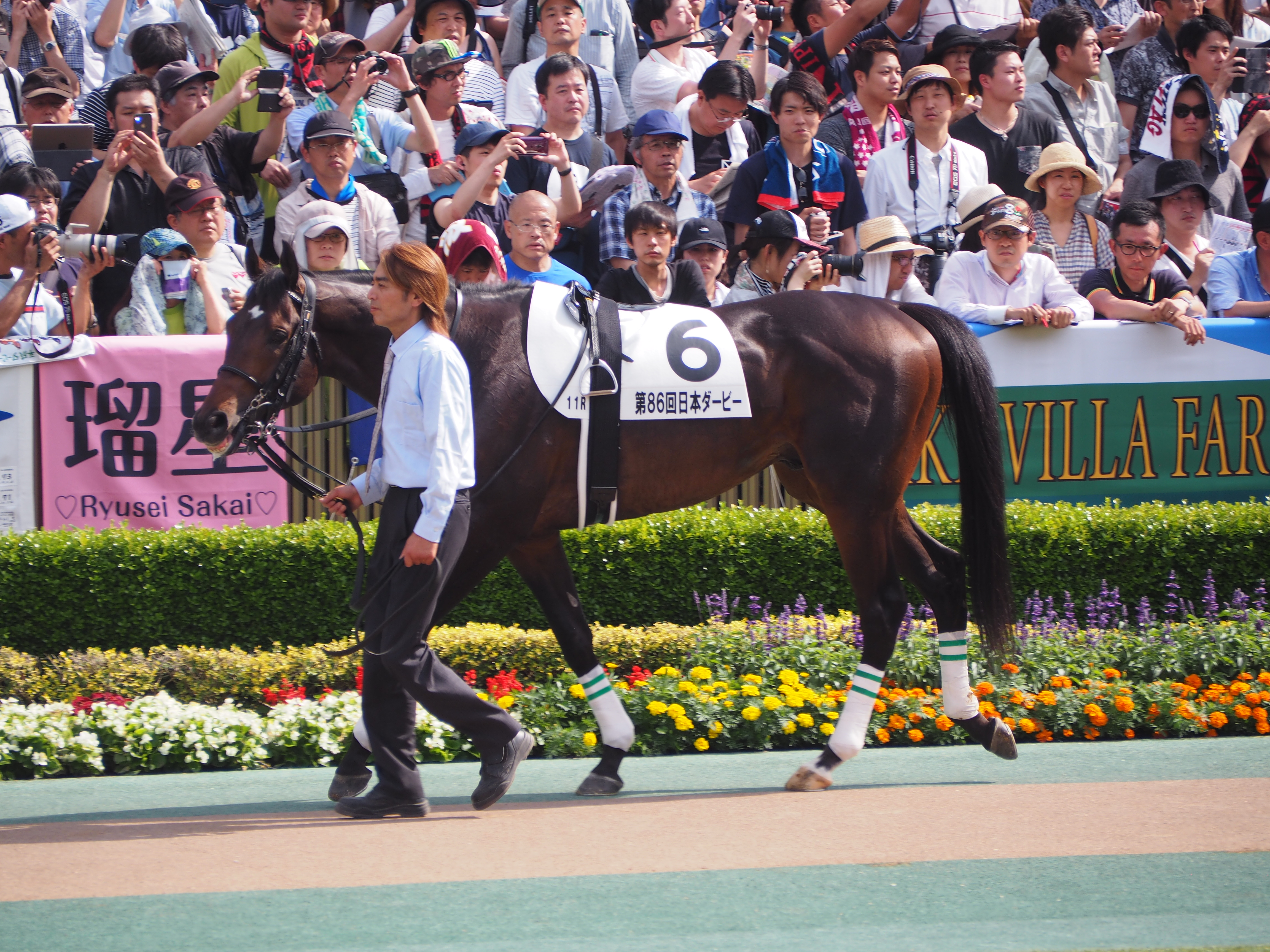
6:サートゥルナーリア
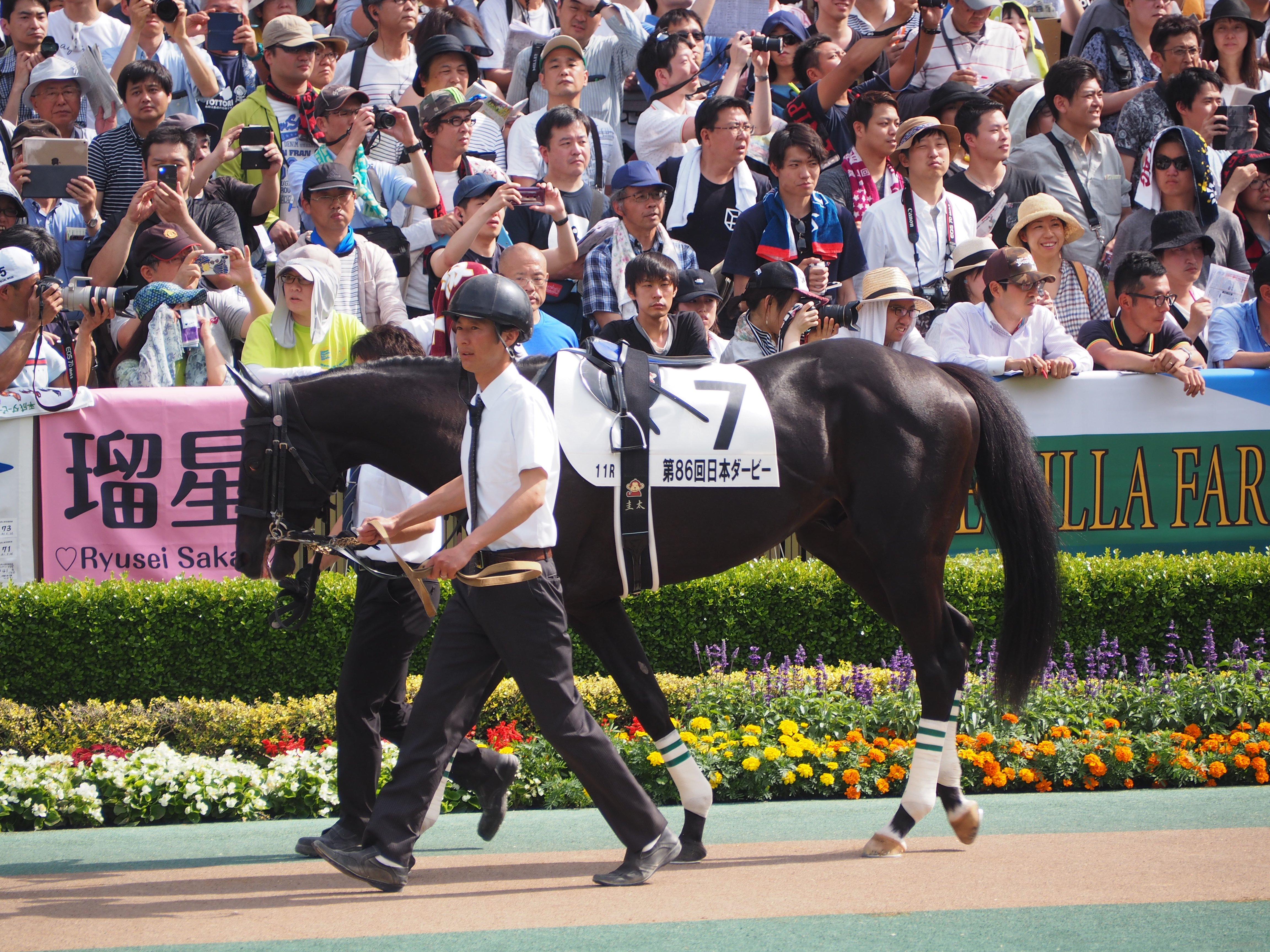
7:ダノンキングリー
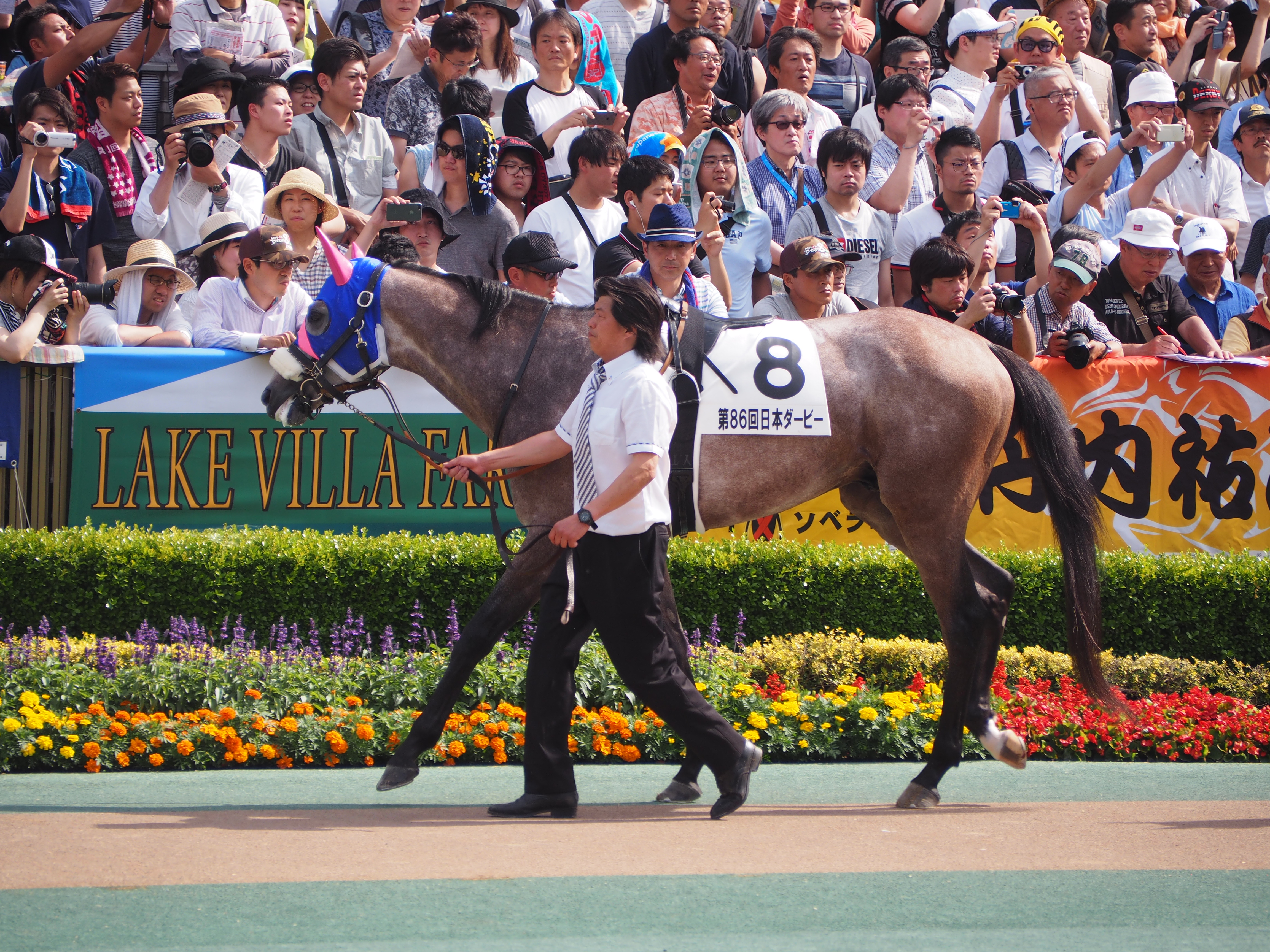
8:メイショウテンゲン
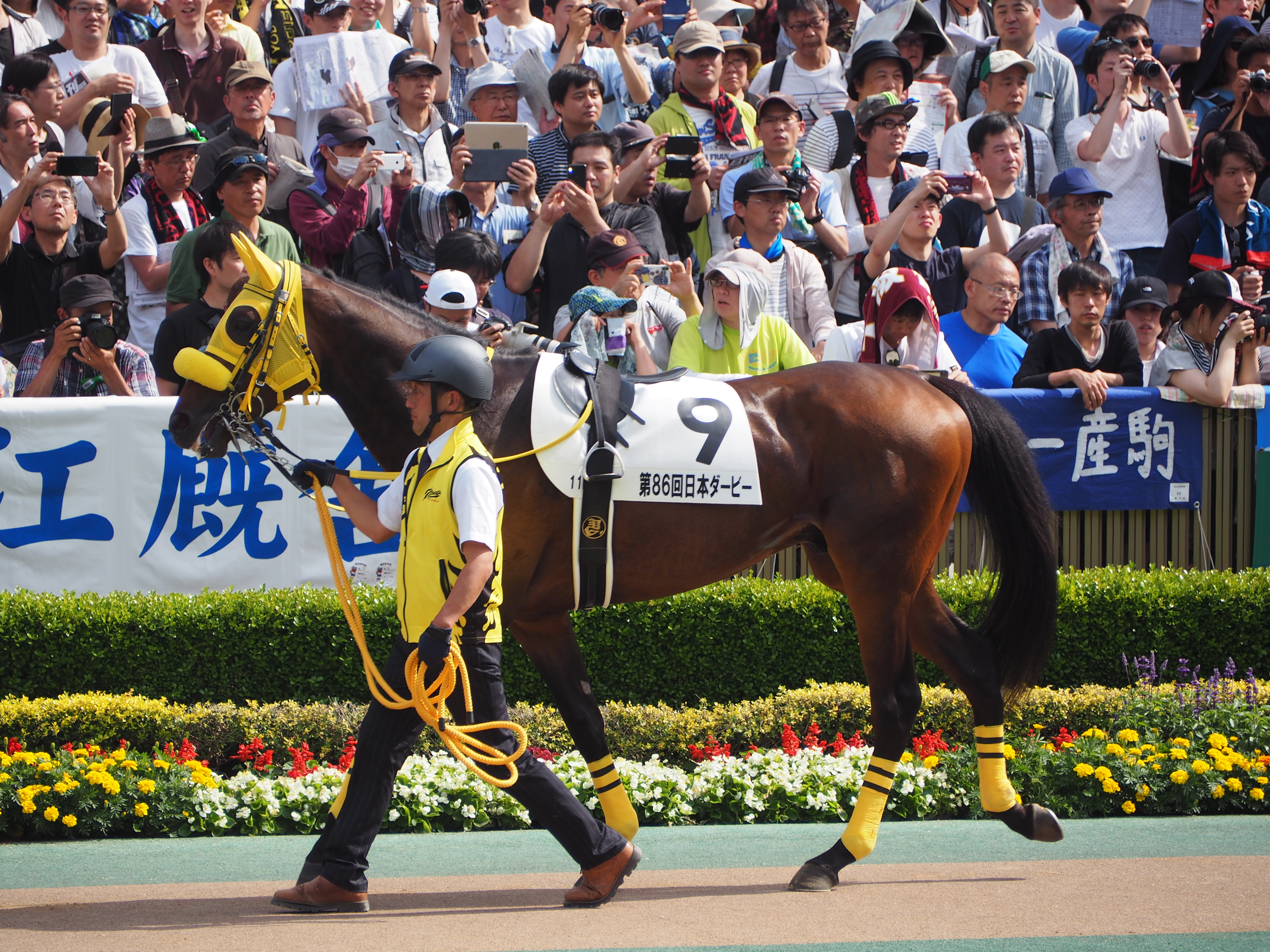
9:ニシノデイジー
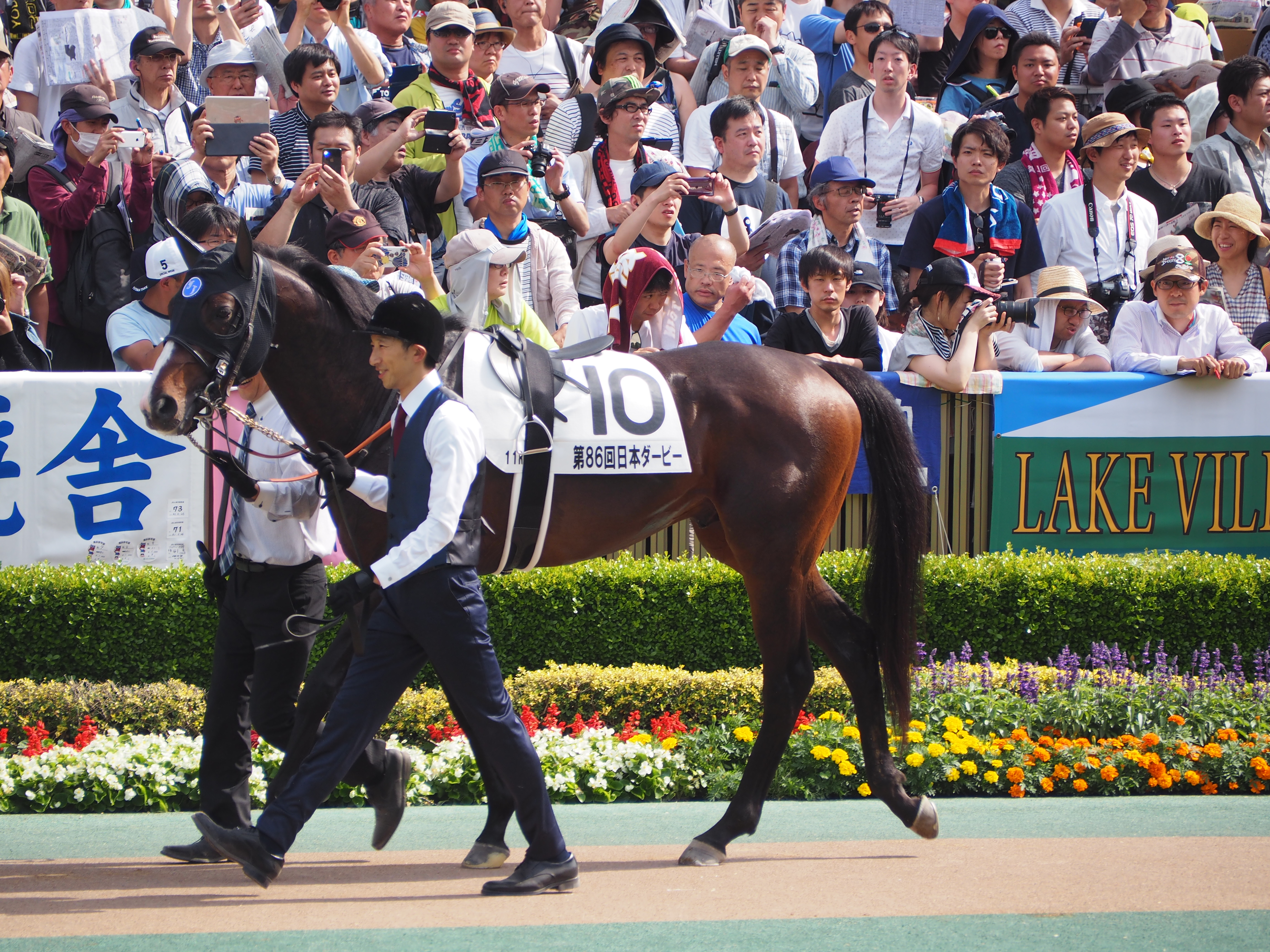
10:クラージュゲリエ
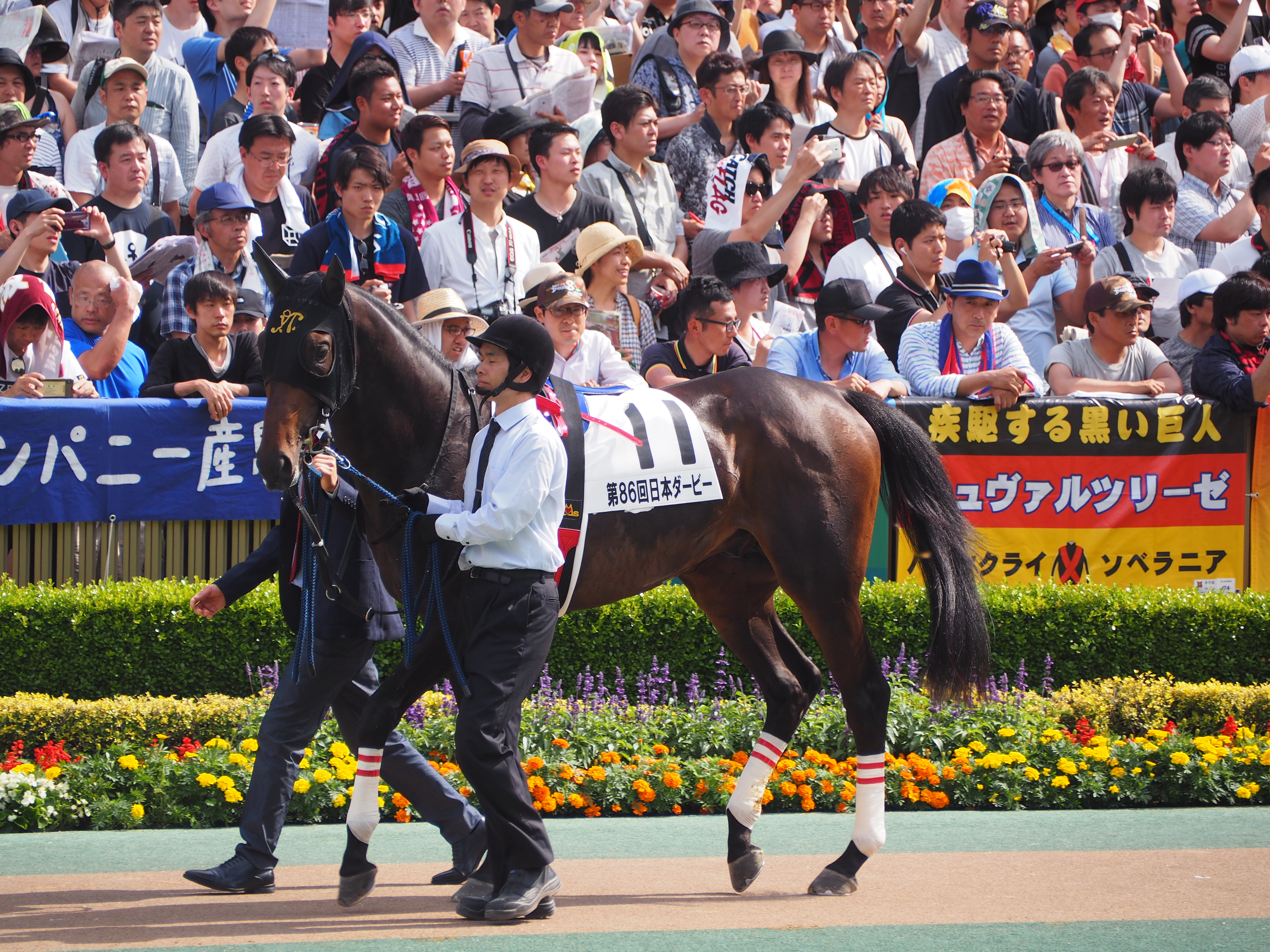
11:レッドジェニアル
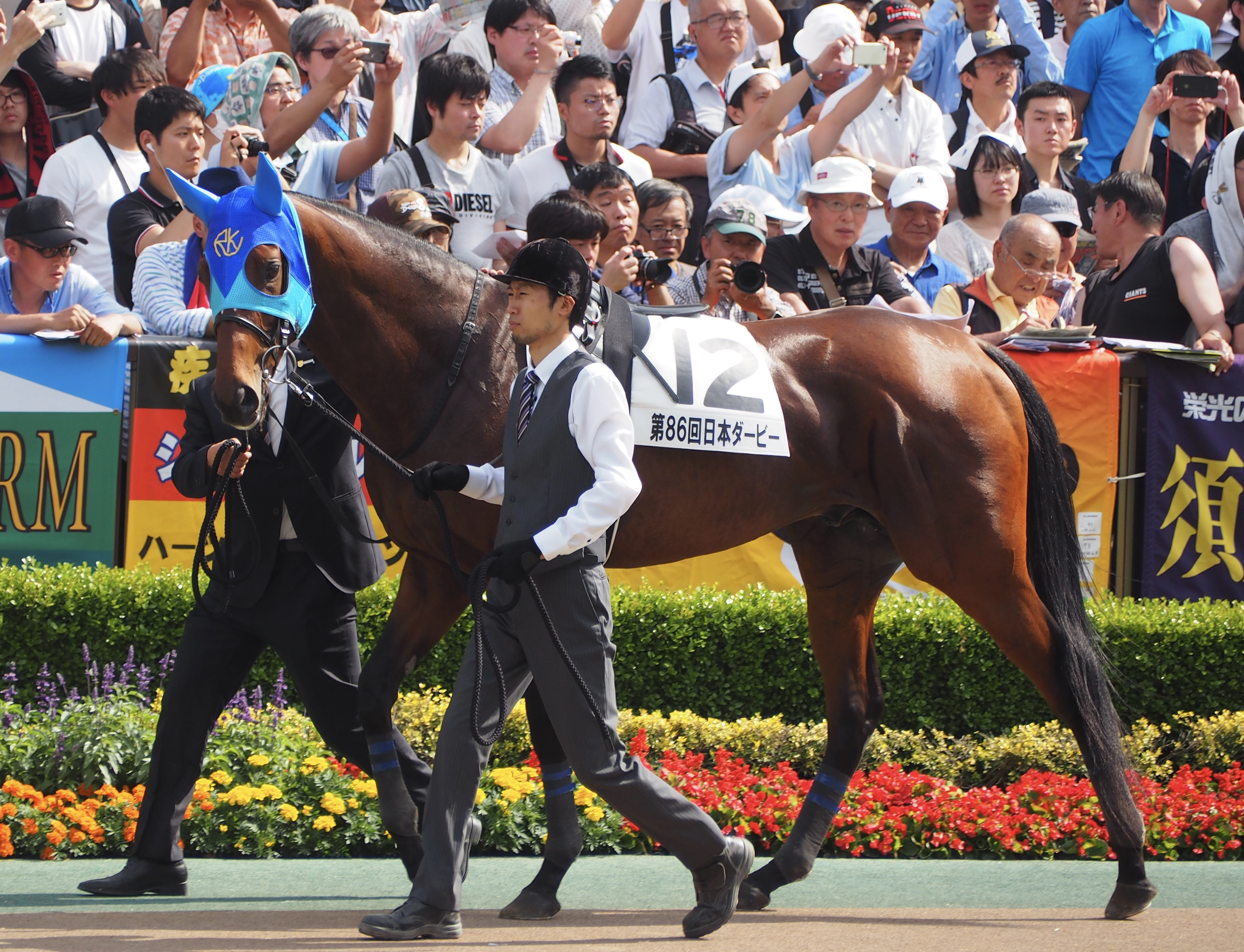
12:アドマイヤジャスタ
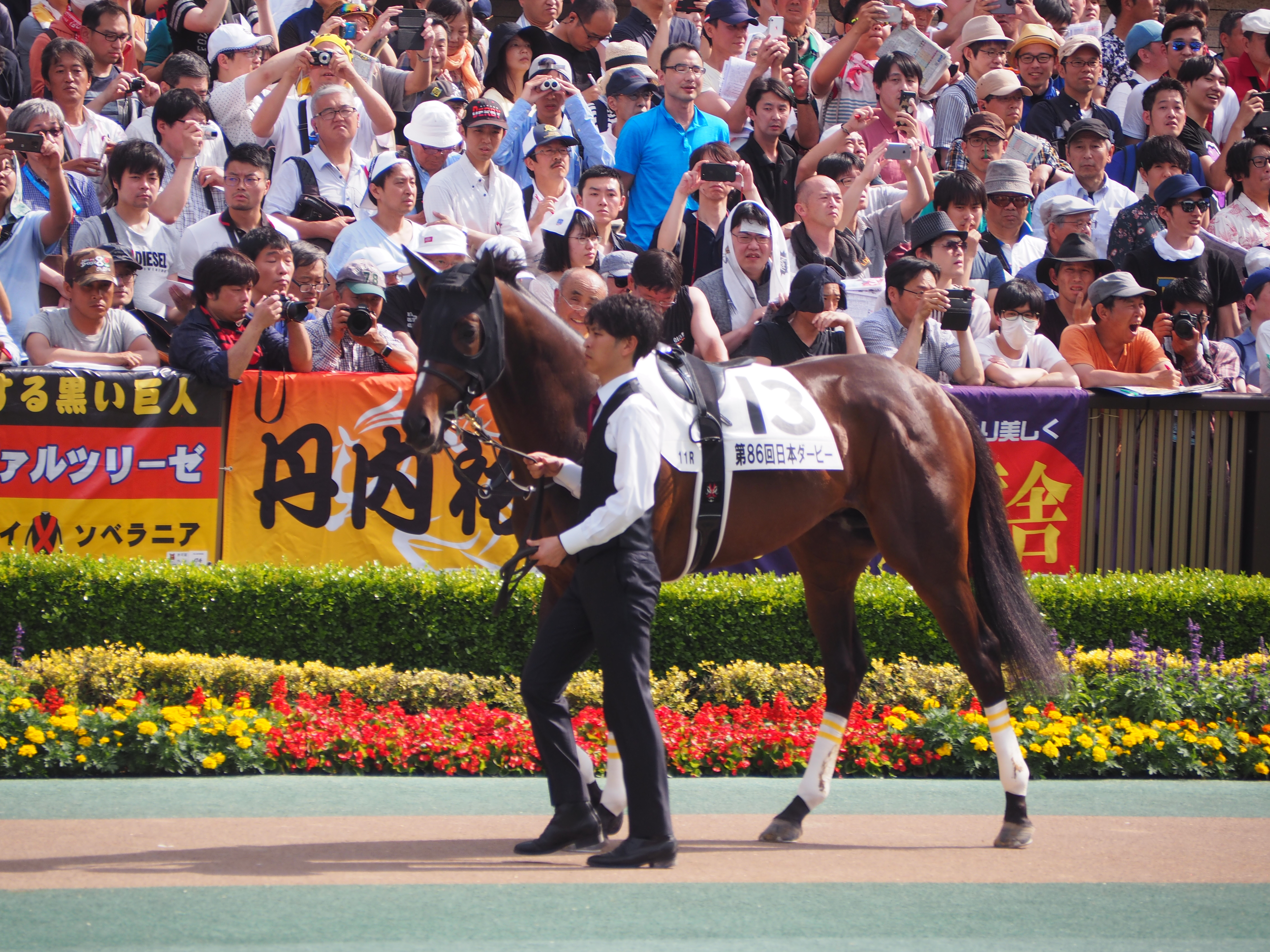
13:ヴェロックス
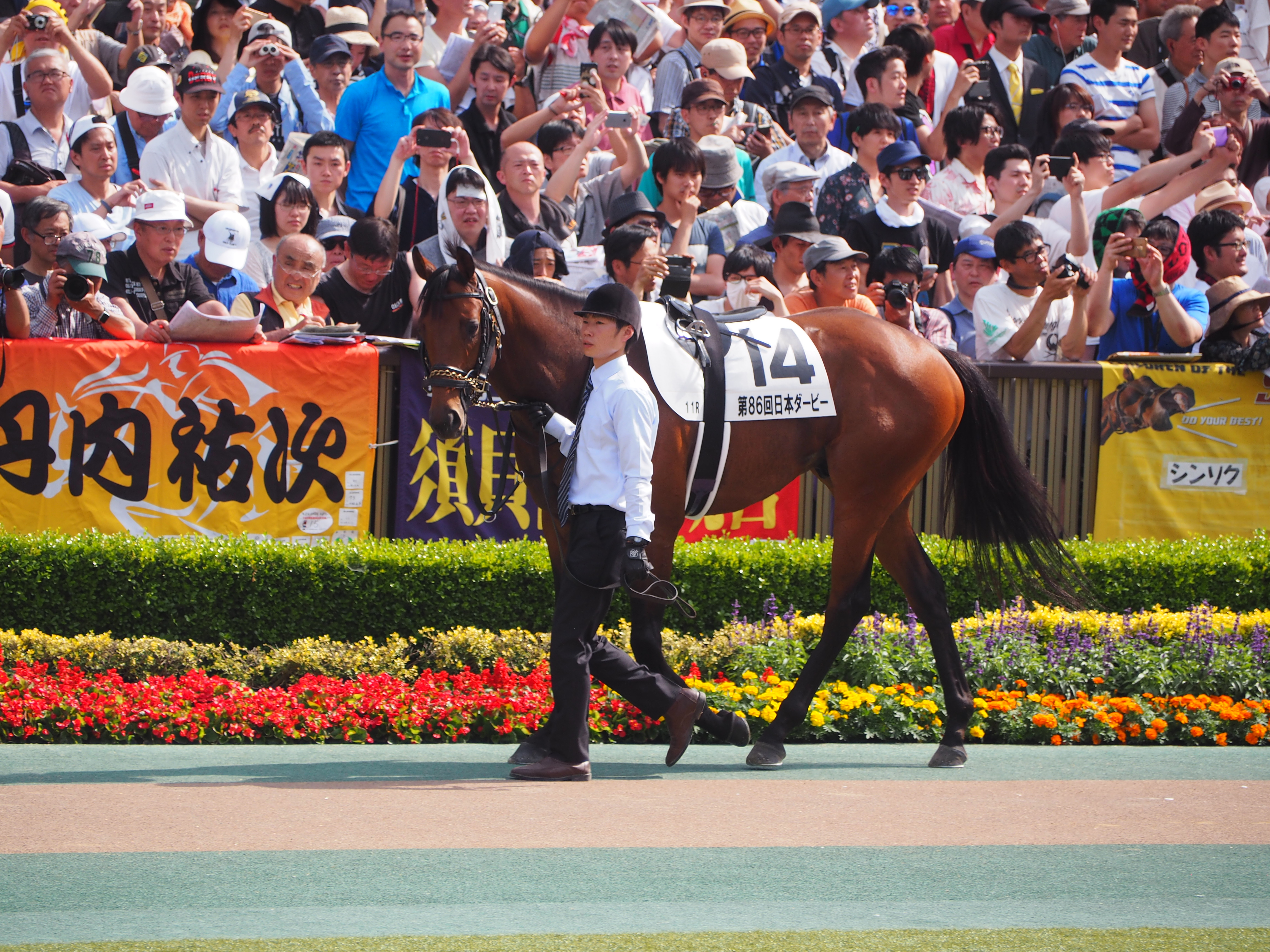
14:ランフォザローゼス
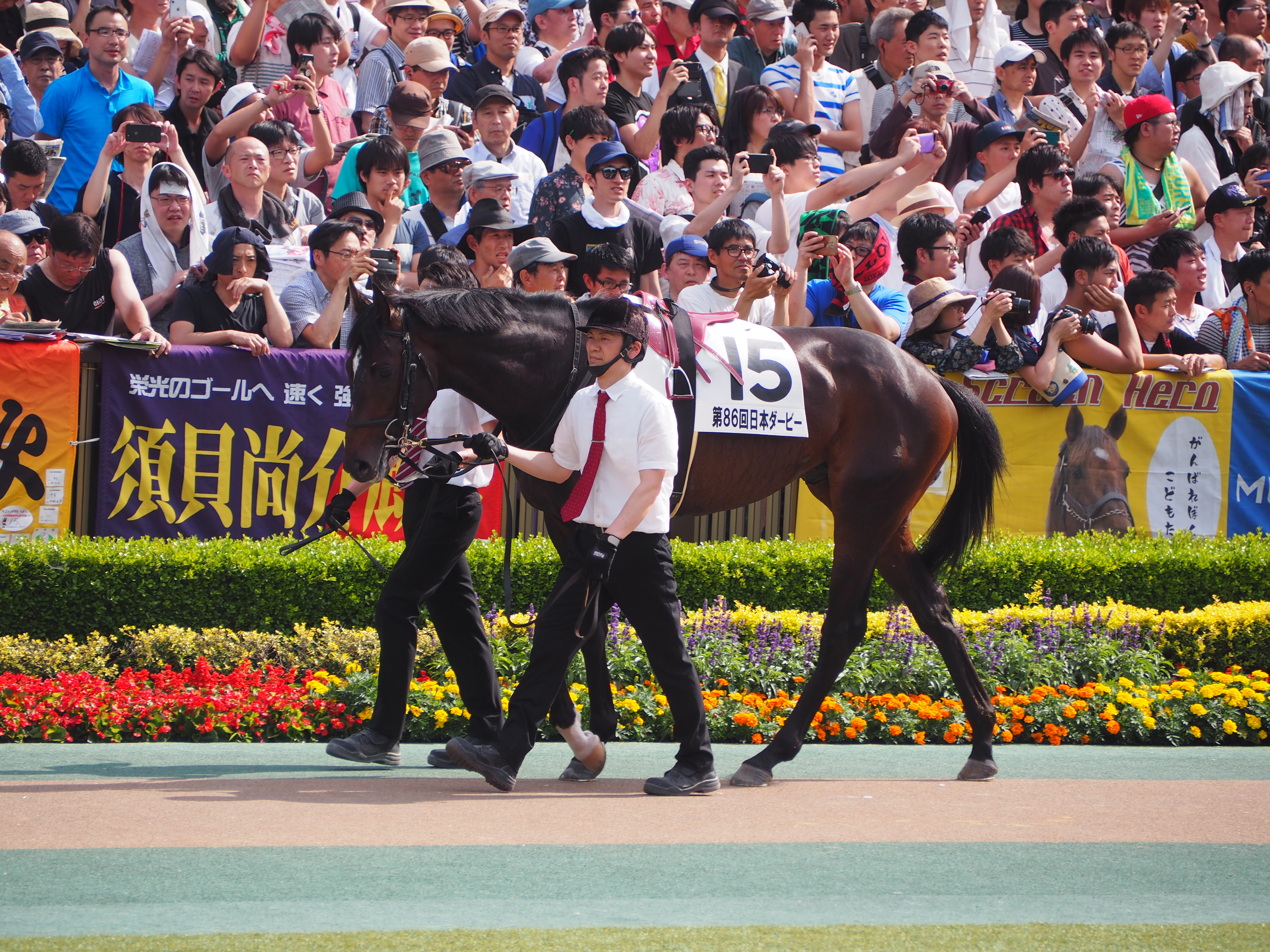
15:リオンリオン
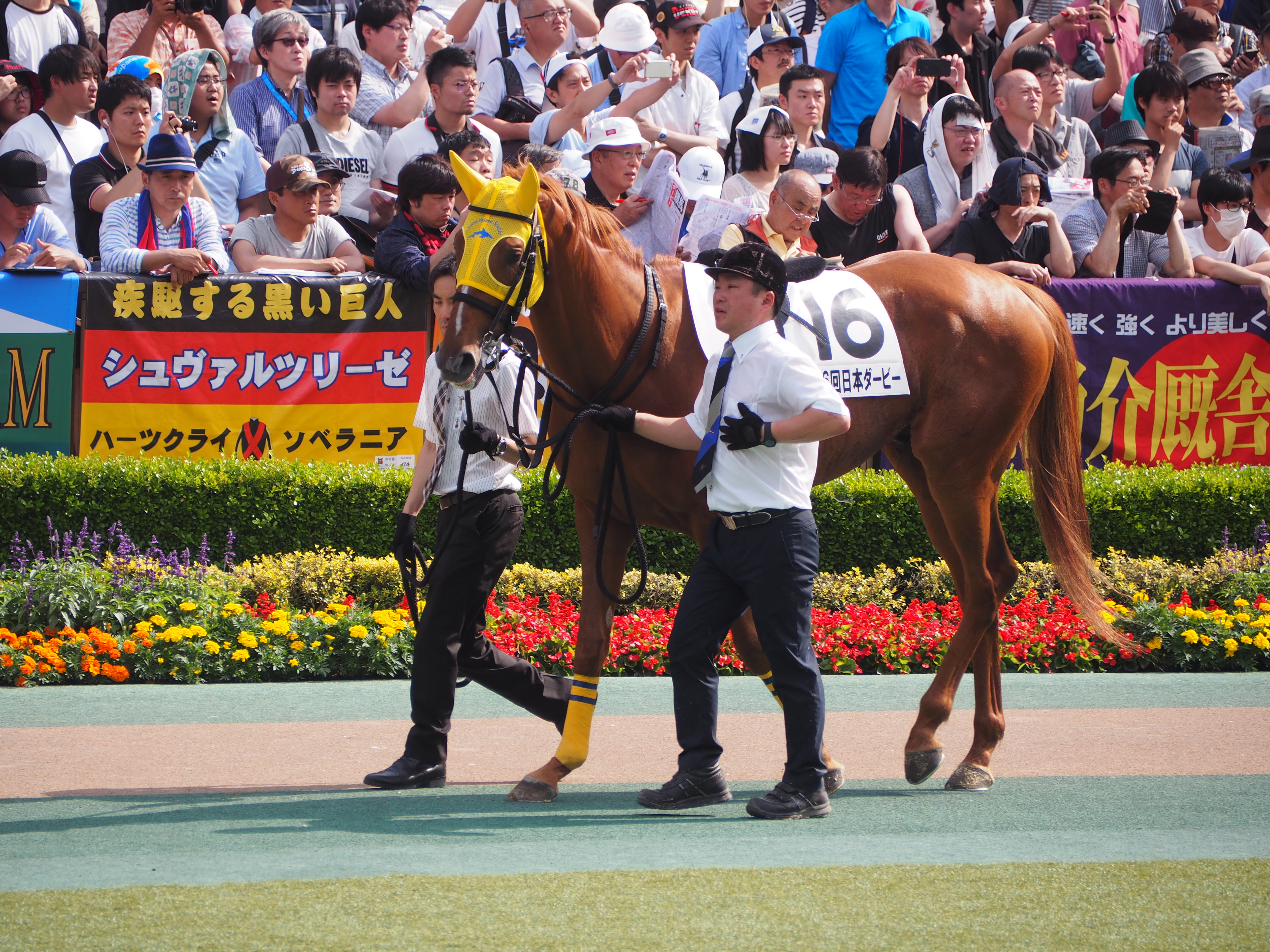
16:タガノディアマンテ
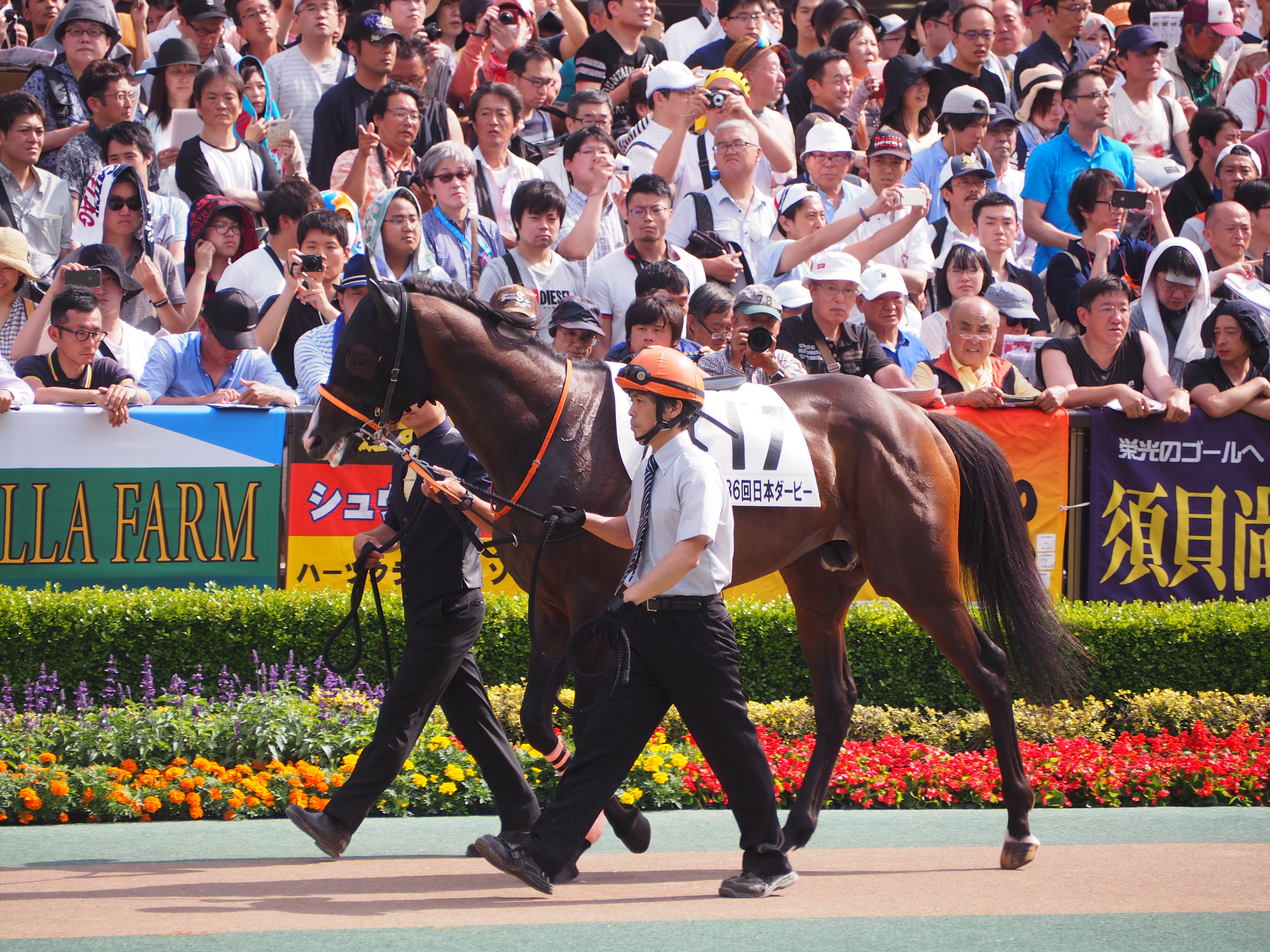
17:ナイママ
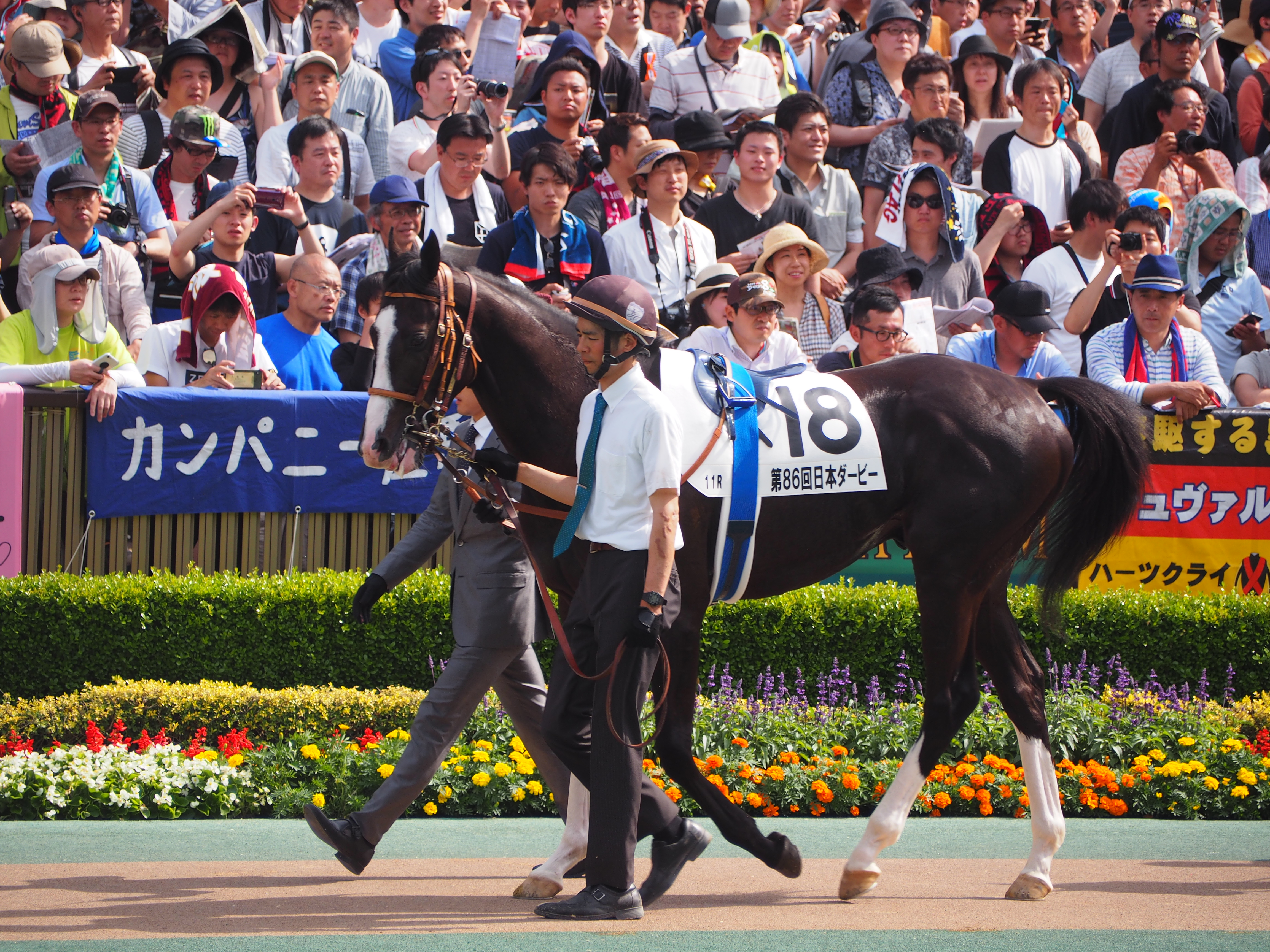
18:シュヴァルツリーゼ

## レース結果

### レース内容
スタートは6番のサートゥルナーリアがスタートの出が良くなく、後方からの競馬に。一方で好スタートを切ったのは、ロジャーバローズ、エメラルファイト。ヴェロックス、クラージュゲリエもなかなかのスタートを切った。
押して先頭に立ったのはリオンリオン。2番手にはロジャーバローズがつけた。人気のサートゥルナーリア、ヴェロックス、ダノンキングリーは中団あたりに位置をとった。
向正面では前から4番手にダノンキングリー、中団やや前にヴェロックス、その後ろ3馬身にサートゥルナーリアといった展開になった。
先頭リオンリオンの大逃げは前半1000m57.8秒で通過した。第3コーナーにかけても、依然としてリオンリオンが先頭のままレースは進んだ。
そして迎えた最後の直線。リオンリオンが前で粘るが、残り400mロジャーバローズが早めにそれをかわし先頭に立った。その後ろにダノンキングリーが位置し、大外から二冠を狙うサートゥルナーリアとヴェロックスもやってきた。残り200mでは内からニシノデイジーとランフォザローゼス、クラージュゲリエが迫り、サートゥルナーリアとヴェロックスも伸びず、勝負は完全に内のロジャーバローズとダノンキングリーの2頭の争いとなった。両者一歩も譲らない激しい叩き合いが続き、並んだままほぼ同時にゴールした。
写真判定の末、内のロジャーバローズに軍配が上がった。
一方、無敗で二冠を目指したサートゥルナーリアは、前の2頭の後方で4着に敗れた。

### レース着順

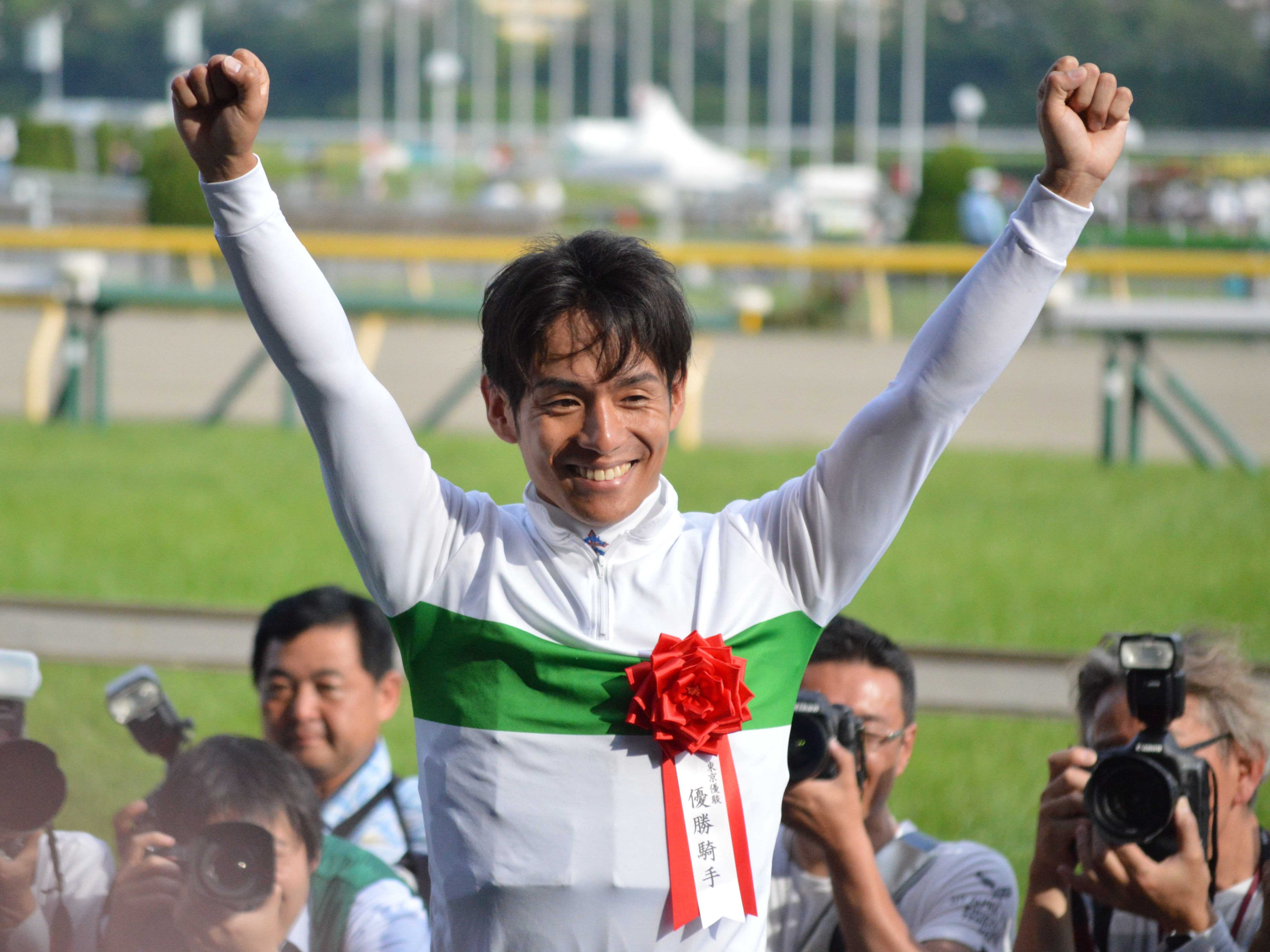
優勝騎手・浜中俊

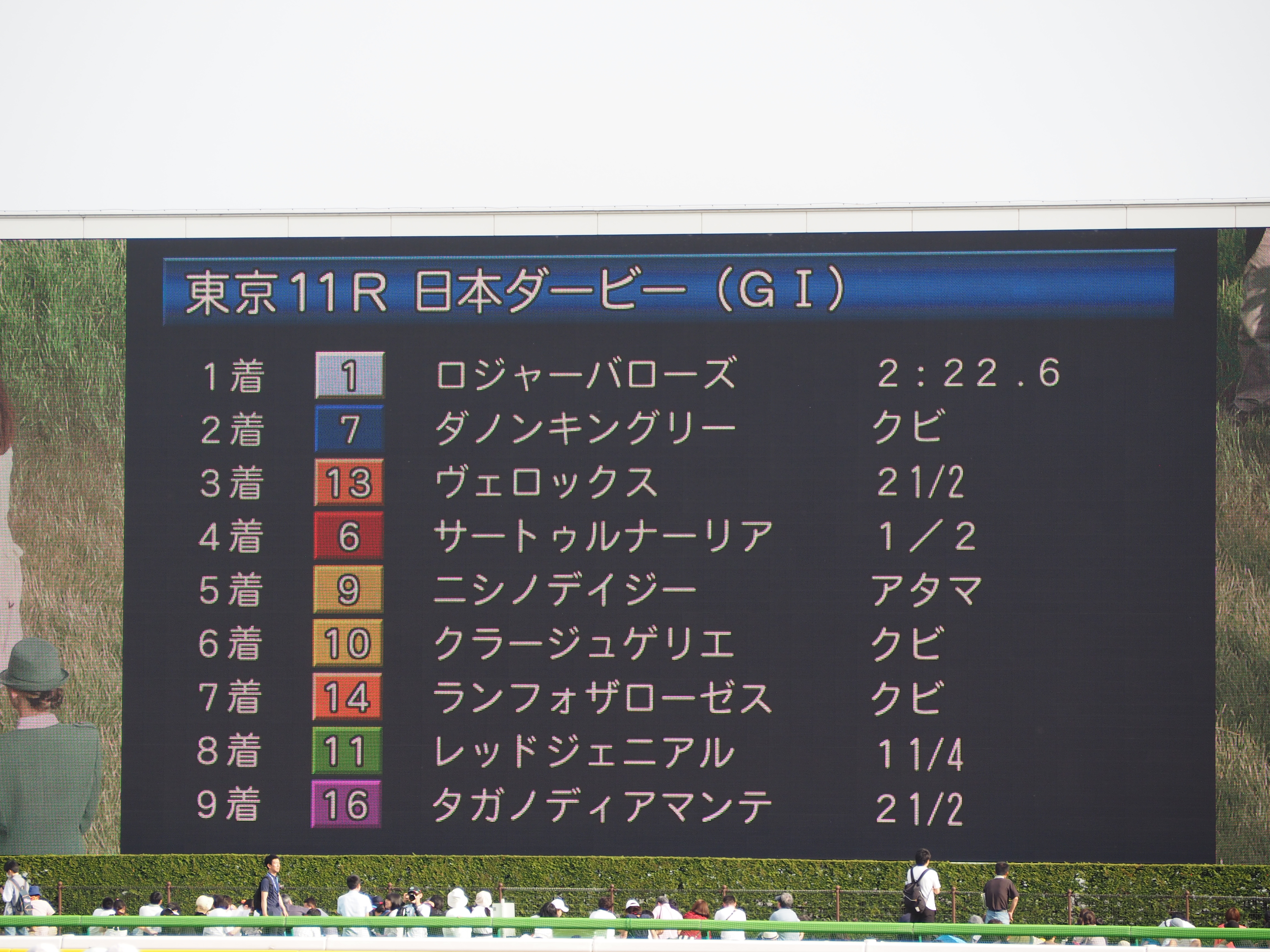
着順を表示するターフビジョン

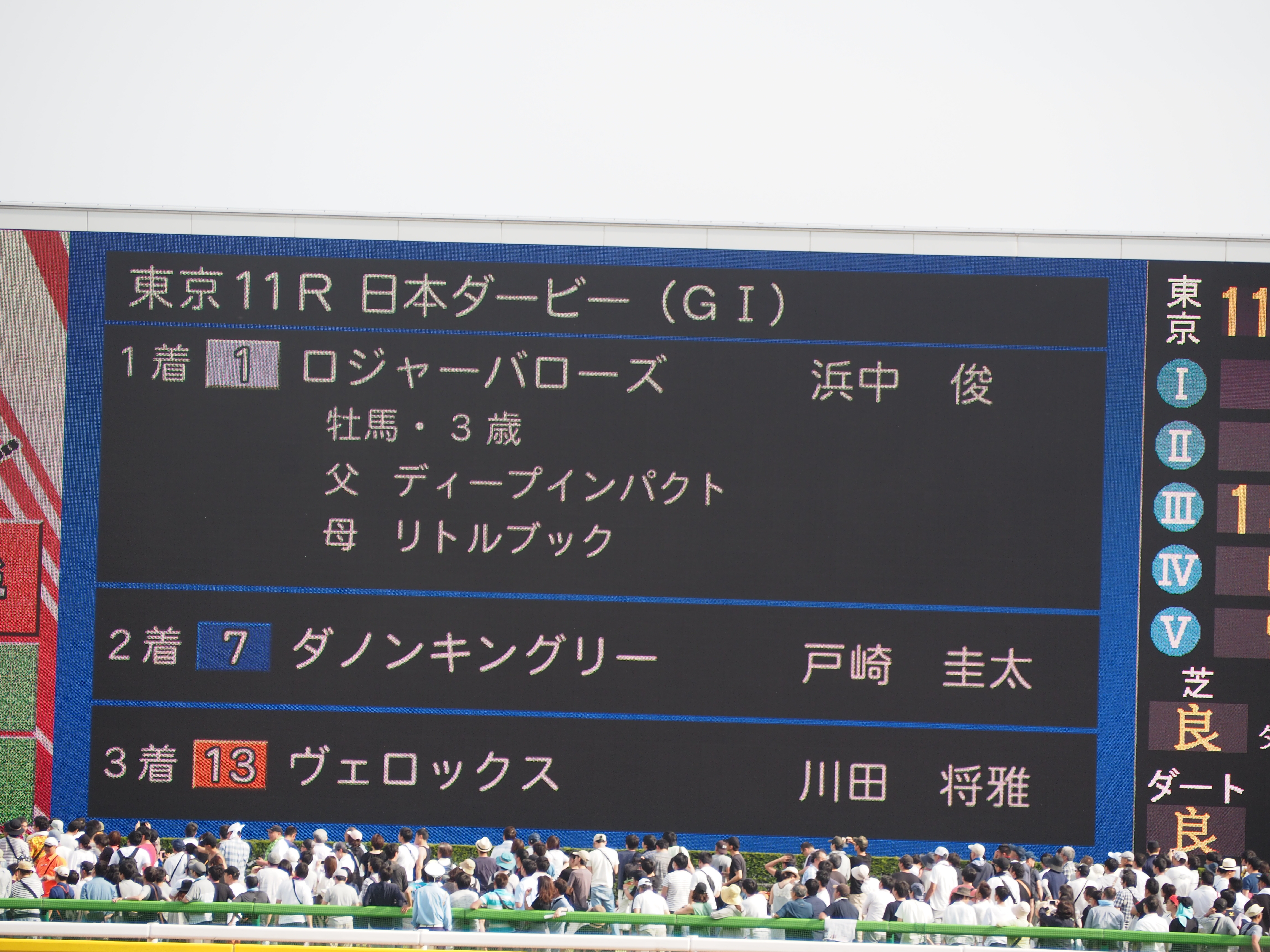
上位三頭を表示するターフビジョン

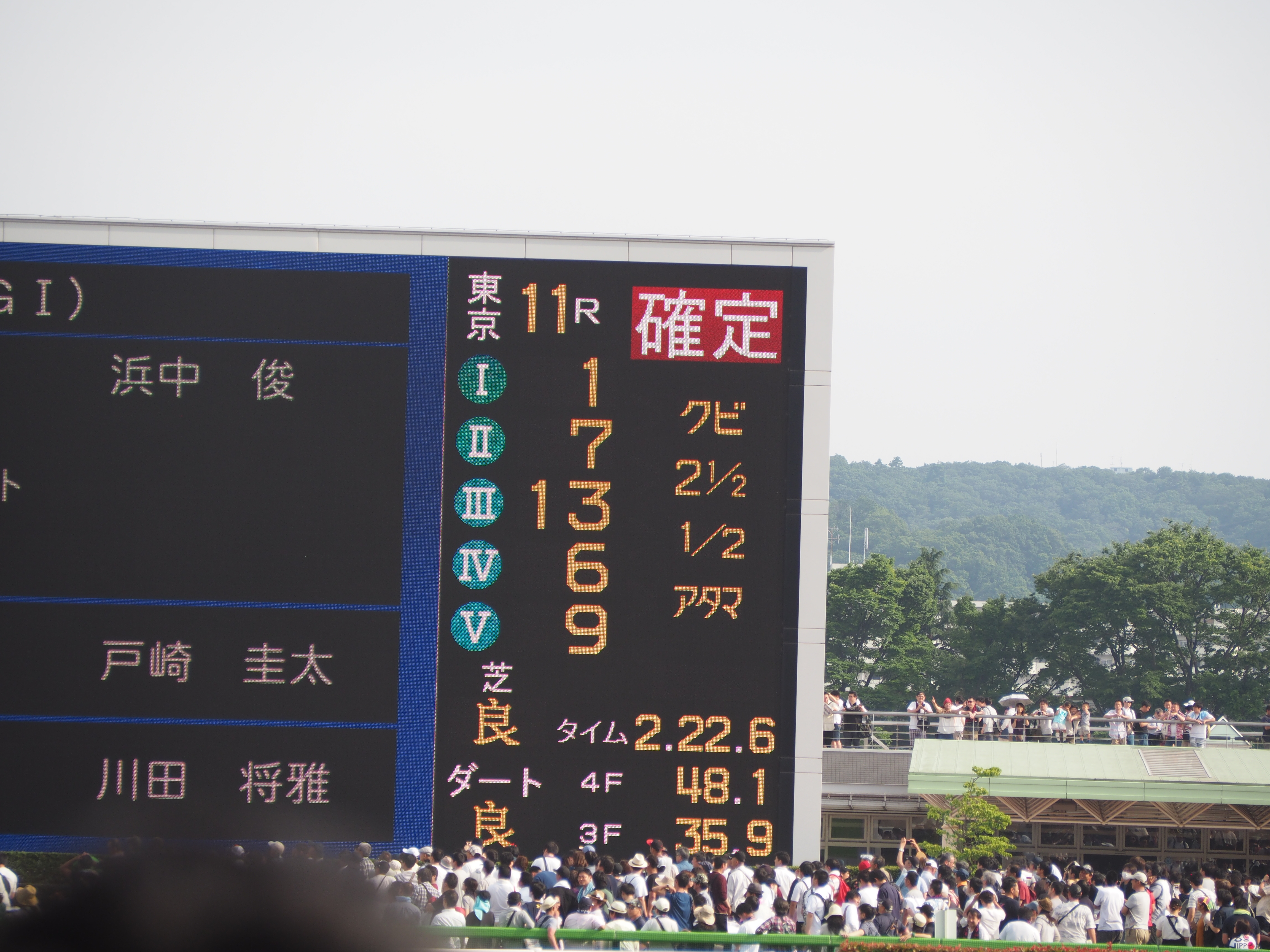
確定した着順掲示板

| 着順 | 枠番 | 馬番 | 競走馬名           | タイム | 上がり3ハロン | 着差     |
| ---- | ---- | ---- | ------------------ | ------ | ------------- | -------- |
| 1    | 1    | 1    | ロジャーバローズ   | 2:22.6 | 35.1          |          |
| 2    | 4    | 7    | ダノンキングリー   | 2:22.6 | 34.5          | クビ     |
| 3    | 7    | 13   | ヴェロックス       | 2:23.0 | 34.3          | 2馬身1/2 |
| 4    | 3    | 6    | サートゥルナーリア | 2:23.1 | 34.1          | 1/2馬身  |
| 5    | 5    | 9    | ニシノデイジー     | 2:23.1 | 34.3          | アタマ   |
| 6    | 5    | 10   | クラージュゲリエ   | 2:23.2 | 34.7          | クビ     |
| 7    | 7    | 14   | ランフォザローゼス | 2:23.2 | 34.4          | クビ     |
| 8    | 6    | 11   | レッドジェニアル   | 2:23.4 | 34.2          | 1馬身1/4 |
| 9    | 8    | 16   | タガノディアマンテ | 2:23.8 | 34.6          | 2馬身1/2 |
| 10   | 4    | 8    | メイショウテンゲン | 2:24.0 | 34.4          | 1馬身    |
| 11   | 2    | 5    | マイネルサーパス   | 2:24.2 | 35.8          | 1馬身1/4 |
| 12   | 2    | 3    | エメラルファイト   | 2:24.3 | 36.0          | 3/4馬身  |
| 13   | 8    | 17   | ナイママ           | 2:24.5 | 35.3          | 1馬身1/4 |
| 14   | 1    | 2    | ヴィント           | 2:24.5 | 35.0          | アタマ   |
| 15   | 7    | 15   | リオンリオン       | 2:25.0 | 38.3          | 3馬身    |
| 16   | 8    | 18   | シュヴァルツリーゼ | 2:25.0 | 36.1          | ハナ     |
| 17   | 2    | 4    | サトノルークス     | 2:25.8 | 37.6          | 5馬身    |
| 18   | 6    | 12   | アドマイヤジャスタ | 2:26.9 | 37.4          | 7馬身    |

### データ

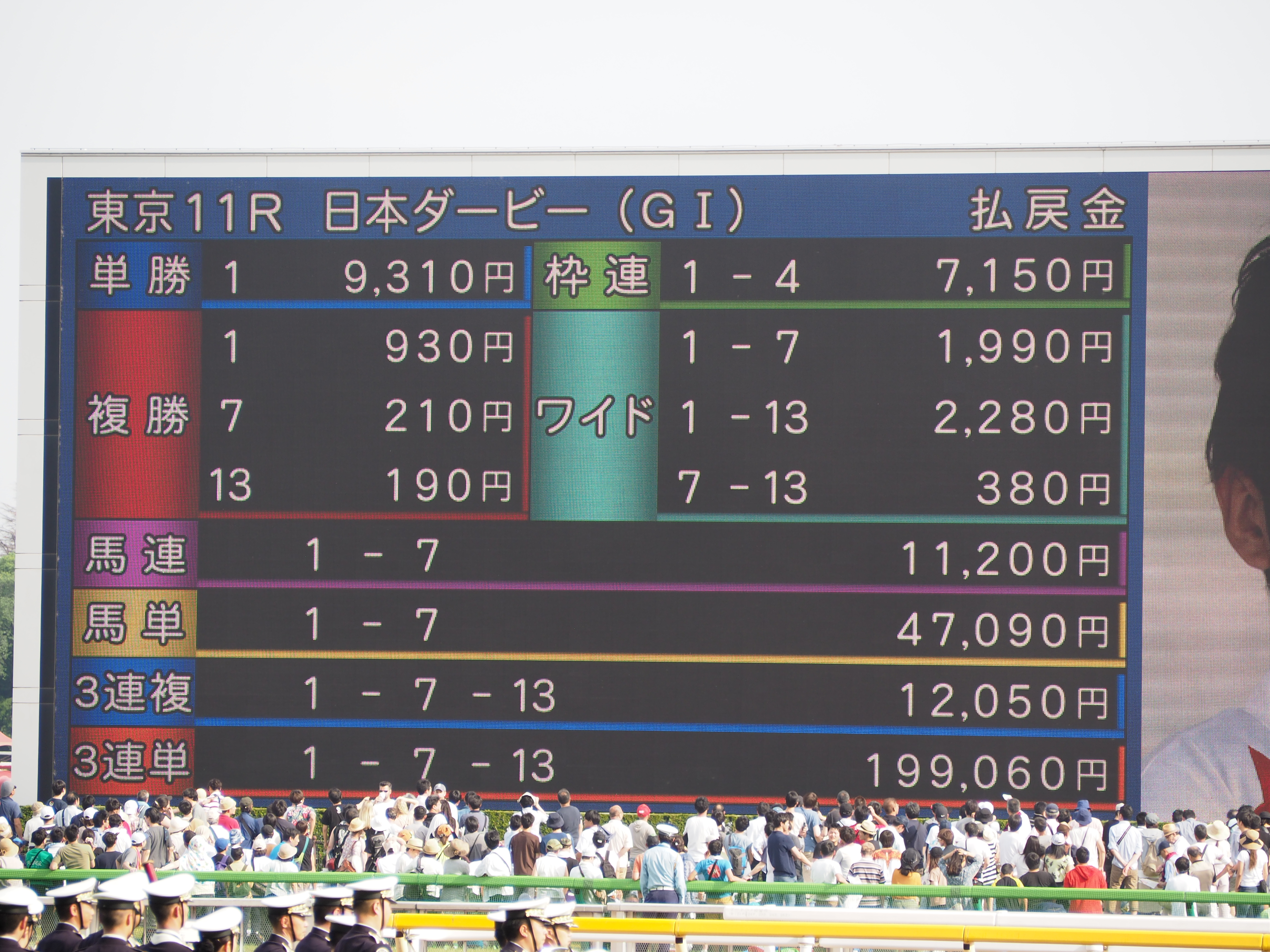
ターフビジョンに表示された配当

| ハロンタイム        | 12.7-10.7-11.4-11.4-11.6-12.0 12.3-12.4-12.2-12.0-11.9-12.0 |
| 1000m通過タイム     | 57秒8（リオンリオン）                                       |
| 上がり4ハロン       | 48秒1                                                       |
| 上がり3ハロン       | 35秒9                                                       |
| 優勝馬上がり3ハロン | 35秒1（ロジャーバローズ）                                   |
| 上がり3ハロン最速   | 34秒1（サートゥルナーリア）                                 |

### 払戻
|        | 馬番／枠番 | 人気 | 金額（円） |
| ------ | ---------- | ---- | ---------- |
| 単勝   | 1          | 12   | 9,310      |
| 複勝   | 1          | 12   | 930        |
| 複勝   | 7          | 3    | 210        |
| 複勝   | 13         | 2    | 190        |
| 枠連   | 1 - 4      | 18   | 7,150      |
| 馬連   | 1 - 7      | 23   | 11,200     |
| 馬単   | 1 → 7      | 66   | 47,090     |
| ワイド | 1 - 7      | 18   | 1,990      |
| ワイド | 1 - 13     | 19   | 2,280      |
| ワイド | 7 - 13     | 3    | 380        |
| 3連複  | 1 - 7 - 13 | 30   | 12,050     |
| 3連単  | 1 → 7 → 13 | 355  | 199,060    |

#### 当日のWIN5
WIN5の発売票数は667万1893票、発売金額は6億6718万9300円であった。
| 対象順          | 1                                     | 2                             | 3                             | 4                           | 5                            |
| --------------- | ------------------------------------- | ----------------------------- | ----------------------------- | --------------------------- | ---------------------------- |
| 競走順          | 東京第9競走                           | 京都第9競走                   | 東京第10競走                  | 京都第10競走                | 東京第11競走                 |
| 競走名          | 薫風ステークス                        | 御池特別                      | むらさき賞                    | 安土城ステークス (L)        | 東京優駿（日本ダービー）(GI) |
| 条件            | ダート1600 m 1600万円以下             | 芝1200 m 1000万円以下         | 芝1800 m 1600万円以下         | 芝外1400 m OP               | 芝2400 m OP                  |
| 単勝人気        | 2番人気                               | 9番人気                       | 1番人気                       | 1番人気                     | 12番人気                     |
| 勝利馬 （鞍上） | レピアーウィット （ダミアン・レーン） | ダイシンバルカン （松若風馬） | フランツ （ミルコ・デムーロ） | ダイアトニック （北村友一） | ロジャーバローズ （浜中俊）  |
| 馬番            | 10                                    | 13                            | 2                             | 7                           | 1                            |
| 投票数          | 124万1828票                           | 2万7548票                     | 7425票                        | 2073票                      | 16票                         |

的中馬番は「10-13-2-7-1」の組み合わせで、的中は16票。配当は2918万9530円。

## エピソード

### 競走にまつわるエピソード

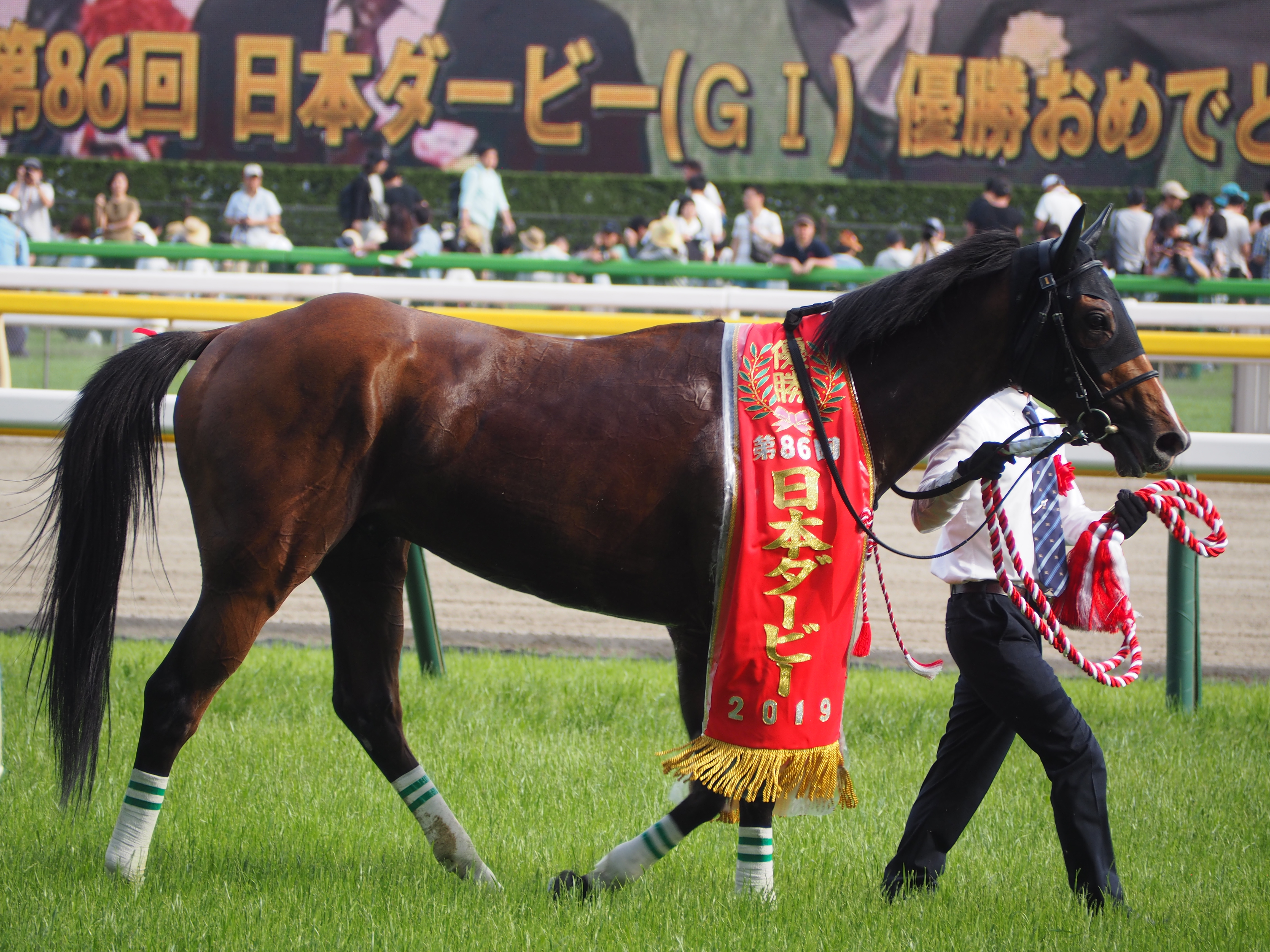
優勝レイを抱えるロジャーバローズ

- 単勝12番人気が優勝するのは、1966年のテイトオー以来53年ぶりで、2回目。単勝二桁人気が優勝するのは、同じく1966年以来53年ぶりで、5回目の出来事だった。
- 単勝9310円は、ダービー史上歴代2位の高配当となった。
- 角居勝彦調教師は、2007年ウオッカ以来のダービー制覇となった。また、鞍上の浜中俊は6回目の挑戦で初優勝となった。GI勝利は2015年の天皇賞（秋）以来通算9勝目。
- 角居調教師の出走馬はロジャーバローズとサートゥルナーリアで、1着と4着となった。また前年の優勝馬ワグネリアンを管理する友道康夫調教師のエタリオウも前年4着であり、2年連続で1着と4着が同じ調教師が管理している馬であった。
- 大阪杯（アルアイン）から優駿牝馬（ラヴズオンリーユー）まで連続していた、ノーザンファーム生産馬によるJRA・GIの連勝が7で止まった（ロジャーバローズの生産は飛野牧場）。
- 勝ちタイムの2分22秒6は2015年にドゥラメンテが記録した2分23秒2を0秒6更新するレースレコードとなった。
  - 勝ちタイムとしては、2024年現在も2022年・2021年に次ぐ同レース史上3位
  - 勝ちタイムの更新幅としては、グレード制導入後では第71回のキングカメハメハ（2.0秒更新）に次ぐ同レース史上2位タイとなっている[12]
- 重賞未勝利馬が優勝したのは、1996年のフサイチコンコルド以来23年ぶり。
- ディープインパクト産駒が2年連続の勝利を挙げた。
- 横山武史、竹之下智昭、ダミアン・レーンの3騎手はダービー初騎乗。
  - このうちリオンリオンに騎乗した横山武史は、本競走がGI初騎乗となった。当初は父である横山典弘が騎乗予定だったが、前週のレースで斜行し騎乗停止処分を受けた為、松永幹夫調教師の指名により騎乗した[13]。
- ロジャーバローズは夏に屈腱炎を発症し、このレースを最後に引退した[14]。東京優駿優勝がラストランとなったのは、グレード制導入以降では2002年のタニノギムレット以来17年ぶり4頭目のこととなった[15]。

### その他

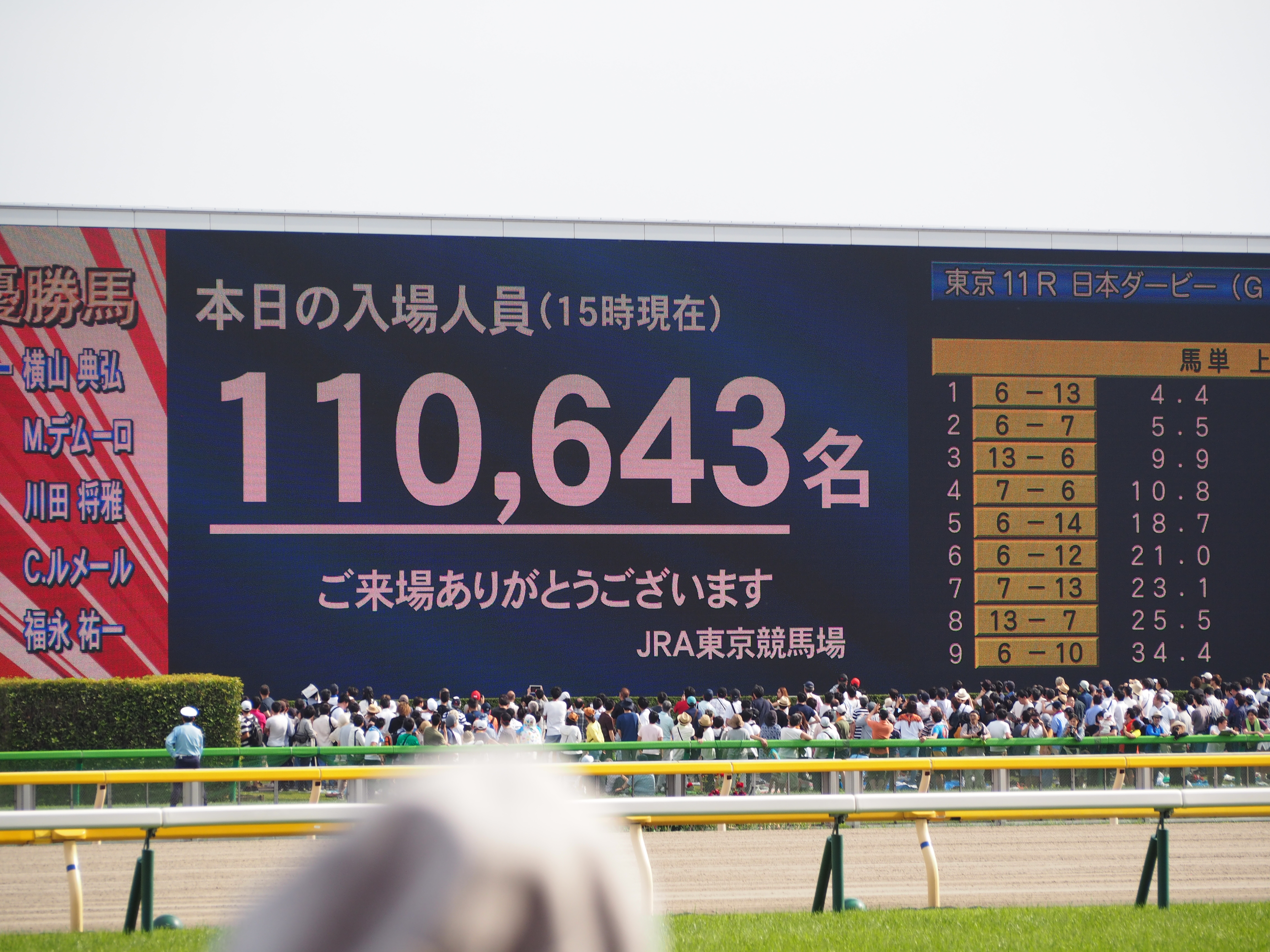
2019年、第86回東京優駿日本ダービーの入場人員がターフビジョンに映される

- 当日の来場者数は117,538人、馬券売り上げは2018年と比べて3.7%減の253億759万8300円だった[16]。

## テレビ・ラジオ中継
- 本レースのテレビ・ラジオ放送の実況担当者は、以下の通り。
  - 日本放送協会（NHK）：大坂敏久（NHKグローバルメディアサービス）
  - ラジオNIKKEI：中野雷太（スポーツ情報部長）
  - ニッポン放送：清水久嗣（フリー契約）
  - ラジオ日本：細渕武揚
  - フジテレビ：福原直英（アナウンス室副部長） 解説: 松本ヒロシ（競馬エイト・トラックマン）、岡部幸雄（JRA裁定委員会外部委員)

※このうちNHK大坂敏久局員は、この年に名古屋拠点放送局へ異動になった為、本レースが異動前最後の競馬実況となり、中野雷太アナも本レースが最後の日本ダービー実況となった（翌年の第87回は、それぞれ高木修平・小塚歩が担当）。

## 達成された記録
- ディープインパクト産駒の東京優駿制覇は5頭目(ディープブリランテ、キズナ、マカヒキ、ワグネリアン、ロジャーバローズ)である。